# تاريخ إيران
يتقاطع تاريخ إيران في البقعة الجغرافية التي عرفت حتى منتصف القرن العشرين باسم بلاد فارس مع تاريخ منطقة أكبر، عرفت باسم إيران الكبرى، التي تحدها منطقة الأناضول والبوسفور ومصر غربا إلى حدود الهند القديمة ونهر سيحون في الشرق، ومن القوقاز والسهوب الأوراسية في الشمال إلى الخليج العربي وخليج عمان جنوبا.
تعد إيران موطنًا لأقدم الحضارات الكبرى في العالم، حيث يعود تاريخ مستوطناتها الحضرية والتاريخية إلى 7000 قبل الميلاد. وساهم الجزء الغربي وجنوب غربي الهضبة الإيرانية مع تاريخ الشرق الأدنى القديم بعيلام مع بداية العصر البرونزي، ثم تلتها شعوب أخرى مختلفة مثل الكيشيين والمانيون والجوتيون. وقد وحد الميديون إيران كأمة وإمبراطورية سنة 625 ق.م. ثم أضحت الإمبراطورية الأخمينية (550-330 ق.م) التي أسسها قورش الكبير أول قوة عظمى عالمية حقيقية وحكمت من البلقان إلى شمال إفريقيا بالإضافة إلى آسيا الوسطى عبر قارات ثلاث من مقر سلطتهم في تخت جمشيد عاصمة فارس التاريخية. فكانت من أكبر الإمبراطوريات وأولها عالميا. وهي الحضارة الوحيدة في التاريخ التي ربطت أكثر من 40٪ من سكان العالم، وهو ما يمثل حوالي 49.4 مليون من سكان العالم البالغ عددهم 112.4 مليون نسمة قرابة سنة 480 ق.م. وقد خلفتها كلا من السلوقية والبارثية والساسانية، التي حكمت إيران على التوالي لما يقرب من 1000 عام وجعلت إيران مرة أخرى قوة رائدة في العالم. كان الخصم اللدود لبلاد فارس هي الإمبراطورية الرومانية وخليفتها الإمبراطورية البيزنطية.
بدأ التاريخ الإيراني في العصر الحديدي بعد مجيء الشعوب الإيرانية. تلك الشعوب التي أدت إلى ظهور إمبراطوريات الميديين والأخمينيين والبارثيين والساسانيين في العصور الكلاسيكية القديمة.
كما كانت إيران ذات يوم إمبراطورية كبرى، فقد تعرضت بعدها لغزوات المقدونيون والعرب والترك والمغول. إلا أنها أكدت بديمومة هويتها القومية على مر القرون، وتطور كيانها السياسي والثقافي المتميز.
أدى الفتح الإسلامي لفارس (633-654) إلى إنهاء الشاهنشاهية الساسانية، فكانت نقطة تحول في التاريخ الإيراني. حدثت أسلمة إيران مابين القرنين الثامن والعاشر، الذي أدى في نهاية الأمر إلى تراجع الزرادشتية ومعها العديد من تبعياتها. ومع ذلك لم تندثر إنجازات حضاراتها السابقة، بل استوعبها وبقوة النظام السياسي والحضارة الإسلامية الجديدة.
إيران وبتاريخها الطويل من الثقافات والإمبراطوريات القديمة، إلا أنها عانت وخصوصا أواخر العصور الوسطى وأوائل العصر الحديث من العديد من غزوات القبائل الرحل، التي أصبح قادتها حكامًا في هذا البلد، مما أثر عليها سلبًا.
بدأ توحيد إيران لتكون كيان مستقل في سنة 1501 من قبل السلالة الصفوية، والتي جعلت الإسلام الشيعي هو الدين الرسمي لها، مما مثل إحدى أهم نقاط التحول في تاريخ الإسلام. وعملت مرة أخرى لتكون قوة عالمية رائدة، وهذه المرة أمام الدولة العثمانية المجاورة وخصمها اللدود لعدة قرون. كانت إيران ملكية يحكمها شاه أو شاهنشاه دون انقطاع تقريبًا منذ 1501 حتى الثورة الإيرانية سنة 1979، عندما أصبحت إيران رسميًا جمهورية إسلامية في 1 أبريل 1979.
وخلال النصف الأول من القرن 19 فقدت إيران العديد من أراضيها في القوقاز، والتي كانت جزءًا منها لعدة قرون، لصالح الإمبراطورية الروسية جارتها المنافسة الآخذة في التوسع والنمو بسرعة، بعد حروب اندلعت بينهما في الفترة من 1804-1813 و1826-1828. وهي مناطق شرق جورجيا [الإنجليزية] وداغستان وجمهورية أذربيجان وأرمينيا.

خريطة أراضي لمختلف السلالات الحاكمة في إيران ونطاق حكمهم من السلالة الأخمينية إلى حكومة الجمهورية الإسلامية. تذكر هذه الخريطة السلالات الحاكمة التي هيمنت على معظم أنحاء إيران ولاتذكر الملكيات القبلية والمحلية. كما أنه لاتذكر الفترات التي كانت فيها أراضي إيران الحالية خاضعة لحكم خارجي، فعلى سبيل المثال: السلوقيين والخلفاء الراشدين والأمويين والعباسيين والمغول.

## ماقبل التاريخ

### العصر الحجري القديم
تم العثور على أقدم القطع الأثرية في إيران في مواقع كشفرود وكنج بر [الإنجليزية] التي يعتقد أنها تعود إلى ما قبل 10000 عام في العصر الحجري القديم الأوسط. كما تم العثور على أدوات حجرية موستيرية صنعها إنسان نياندرتال. هناك المزيد من تلك البقايا الثقافية ويعود تاريخها إلى نفس الفترة، عثر عليها بكثرة في منطقة زاغروس والقليل منها في وسط إيران في مواقع مثل كوبه وكونجي وكهف بيستون وتامتاما ووارواسي وكهف يافته. وفي سنة 1949 اكتشف كارلتون ستيفنز كون عظم كعبرة إنسان نياندرتال في كهف بيسيتون. تُعرف الأدلة على فترات العصر الحجري القديم الأعلى والعصر الحجري القديم الانتقالي بشكل أساسي من جبال زاغروس في كهوف كرمانشاه وبيرانشهر وخرمآباد وعدد قليل من المواقع في ألبرز ووسط إيران. فقد بدأ الإنسان في ذلك الوقت بإنشاء الفن الحجري [الإنجليزية].

### العصر الحجري الحديث إلى العصر النحاسي
بدأت المجتمعات الزراعية المبكرة بالازدهار في أرجاء جبال زاغروس وحولها بغرب إيران في جوغا غولان قرابة 10,000 ق.م ومستوطنات مثل چغابنوت (أقدم قرية في عيلام) في 8,000 ق.م. وظهرت في نفس الوقت أقدم الأواني والتماثيل البشرية والحيوانية الطينية في گنج‌دره غربي إيران. هناك أيضًا تماثيل بشرية وحيوانية عمرها 10,000 عام في تيبي سراب بمحافظة كرمانشاه ومعها العديد من القطع الأثرية الأخرى.
والجزء الجنوبي الغربي من إيران كان جزءًا من الهلال الخصيب حيث نمت معظم المحاصيل الرئيسية الأولى للبشرية في قرى مثل سوسة (حيث ظهرت المستوطنة لأول مرة تقريبا 4395 قبل الميلاد) ومستوطنات مثل چغامیش، التي يعود تاريخها إلى 6800 ق.م؛ وجرار من النبيذ عمرها 7,000 عام اكتشفت في جبال زاغروس (معروضة الآن في جامعة بنسلفانيا) وأطلال مستوطنات عمرها 7000 عام- المستوطنات القديمة مثل تل سيلك هي شهادة أخرى على ذلك. والمستوطنتان الرئيسيتان لإيران في العصر الحجري الحديث هما حضارة نهر زایندة وگنج دره.

### العصر البرونزي

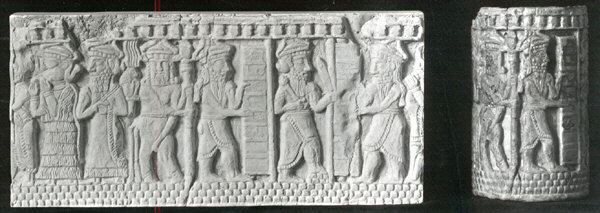
اسطوانة تصور مشهد طقسي، بداية الألفية الثانية ق.م، في تل جوي، إيران.

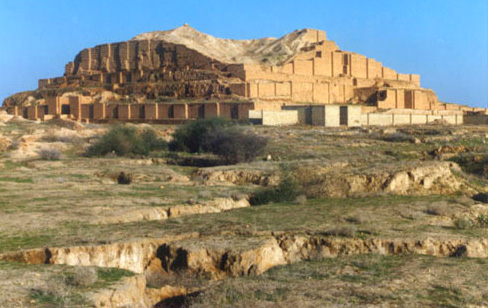
معبد أو زقورة جغا زنبيل من الزقورات القليلة الموجودة خارج بلاد ما بين النهرين وهو من الزقورات المتماسكة القليلة في العالم.

كانت أجزاء مما يُعرف اليوم بشمال غرب إيران جزءًا من حضارة كورا- أراكسيس (قرابة 3400 ق.م - 2000 ق.م)، وامتدت إلى الأراضي المجاورة من القوقاز والأناضول.
سوسة أو شوشان إحدى أقدم المستوطنات المعروفة في إيران والعالم. استنادًا إلى تقدير كربون-14، فإن وقت تأسيس المدينة يعود إلى سنة 4395 ق.م، وهو بعد إنشاء مدينة أوروك السومرية القديمة سنة 4500 ق.م. فالتصور العام عند علماء الآثار هو أن شوشان هي امتداد لمدينة دولة أوروك السومرية، وبالتالي اندمجت فيها العديد من جوانب ثقافة بلاد ما بين النهرين. وفي تاريخها اللاحق أصبحت سوسة عاصمة عيلام، والتي ظهرت دولة سنة 4000 ق.م. هناك أيضًا العشرات من مواقع لحضارات ماقبل التاريخ منتشرة عبر الهضبة الإيرانية التي تشير إلى وجود ثقافات قديمة ومستوطنات حضرية في الألفية الرابعة قبل الميلاد، كانت إحدى أقدم الحضارات في الهضبة الإيرانية هي حضارة جيروفت في جنوب شرق إيران في محافظة كرمان.
تعد إيران إحدى أكثر المواقع الأثرية ثراءً في الشرق الأوسط. فقد أدت الحفريات الأثرية في جيروفت إلى كشف العديد من الأشياء التي تعود إلى الألفية الرابعة قبل الميلاد. يوجد عدد كبير من الآثار مزخرفة بنقوش متميزة لحيوانات وشخصيات أسطورية وزخارف معمارية. تلك الآثار ونقوشها لا تشبه أي شيء سبق أن رآه علماء الآثار من قبل. العديد منها مصنوع من الكلوريت، وهو حجر ناعم باللون الرمادي والأخضر؛ بعضها من النحاس والبرونز والتراكوتا وحتى اللازورد. أدت الحفريات الأخيرة في المواقع إلى ظهور أقدم نقش في العالم يرجع إلى ماقبل نقوش بلاد ما بين النهرين.
هناك سجلات للعديد من الحضارات القديمة الأخرى على الهضبة الإيرانية قبل ظهور الشعوب الإيرانية خلال العصر الحديدي المبكر. وشهدت بدايات العصر البرونزي صعود التحضر إلى مدن دول منظمة واختراع الكتابة (فترة أوروك) في الشرق الأدنى. بينما استفادت عيلام من العصر البرونزي بالكتابة مبكرا، إلا أن النص الأصلي لم تفك شفرته، كما أن السجلات السومرية المتعلقة بعيلام نادرة.

### أوائل العصر الحديدي

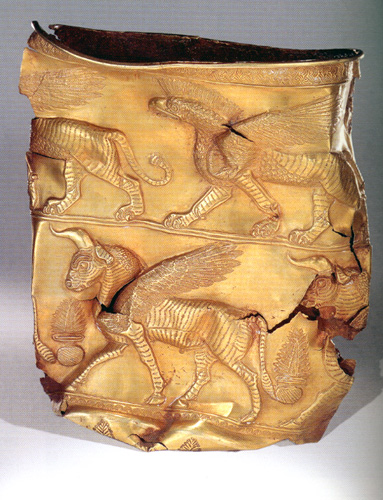
كأس ذهبي في متحف إيران الوطني، يعود تاريخه إلى النصف الأول من الألفية الأولى قبل الميلاد

أصبحت السجلات أكثر واقعية مع صعود الإمبراطورية الآشورية الحديثة وسجلاتها عن توغلاتها في الهضبة الإيرانية. وفي بداية القرن 20 قبل الميلاد، توافدت القبائل على الهضبة الإيرانية من سهوب بونتيك - قزوين، مجبرة العيلاميين على التنازل عن منطقة من إمبراطوريتهم تلو الأخرى، حتى بقيت لهم عيلام وخوزستان وماجاورها، والتي اندمجت حينئذٍ مع عيلام. وقال بهمن فيروزماندي: إن الإيرانيين الجنوبيين قد قد اختلطوا مع الشعوب العيلامية الموجودة في الهضبة. بحلول منتصف الألفية الأولى قبل الميلاد، سكن الميديون والفرس والبارثيون الهضبة الإيرانية. وكانوا جميعًا تحت السيطرة الآشورية مثل بقية الشرق الأدنى حتى صعود الميديين. وفي النصف الأول من الألفية الأولى قبل الميلاد اندمجت أجزاء من أذربيجان الإيرانية بأورارتو.

## العصر الكلاسيكي القديم

### امبراطوريتا الميدية والأخمينية (650–330 ق.م)

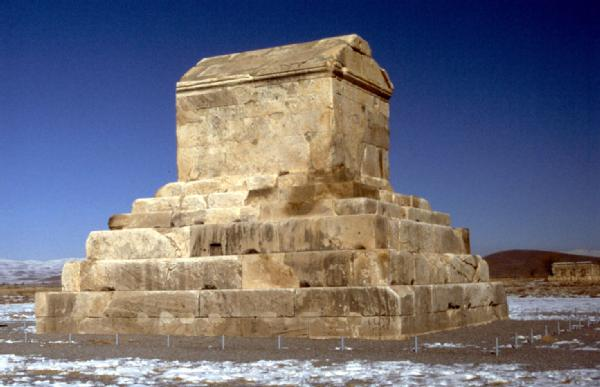
معبد قورش الكبير
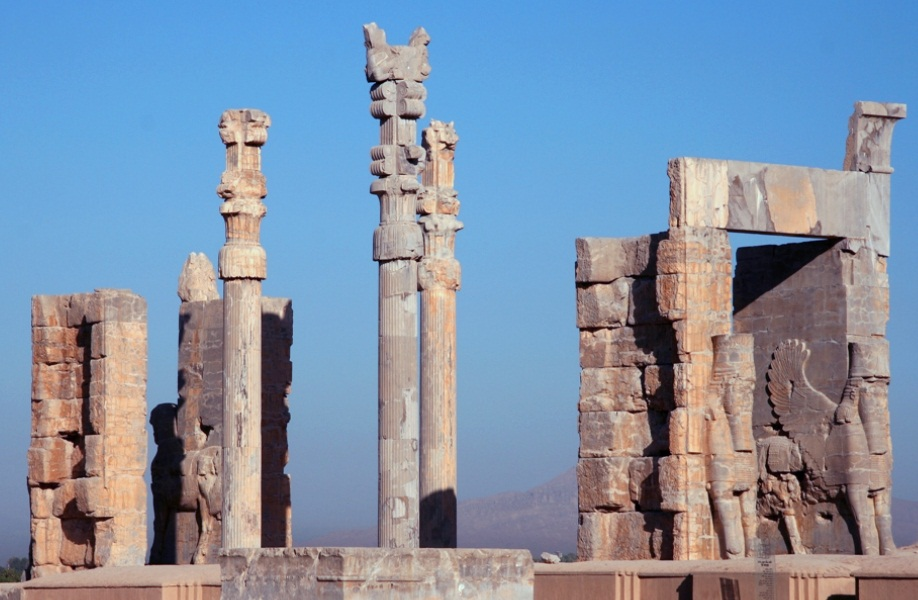
أطلال بوابة كل الأمم، برسبوليس.
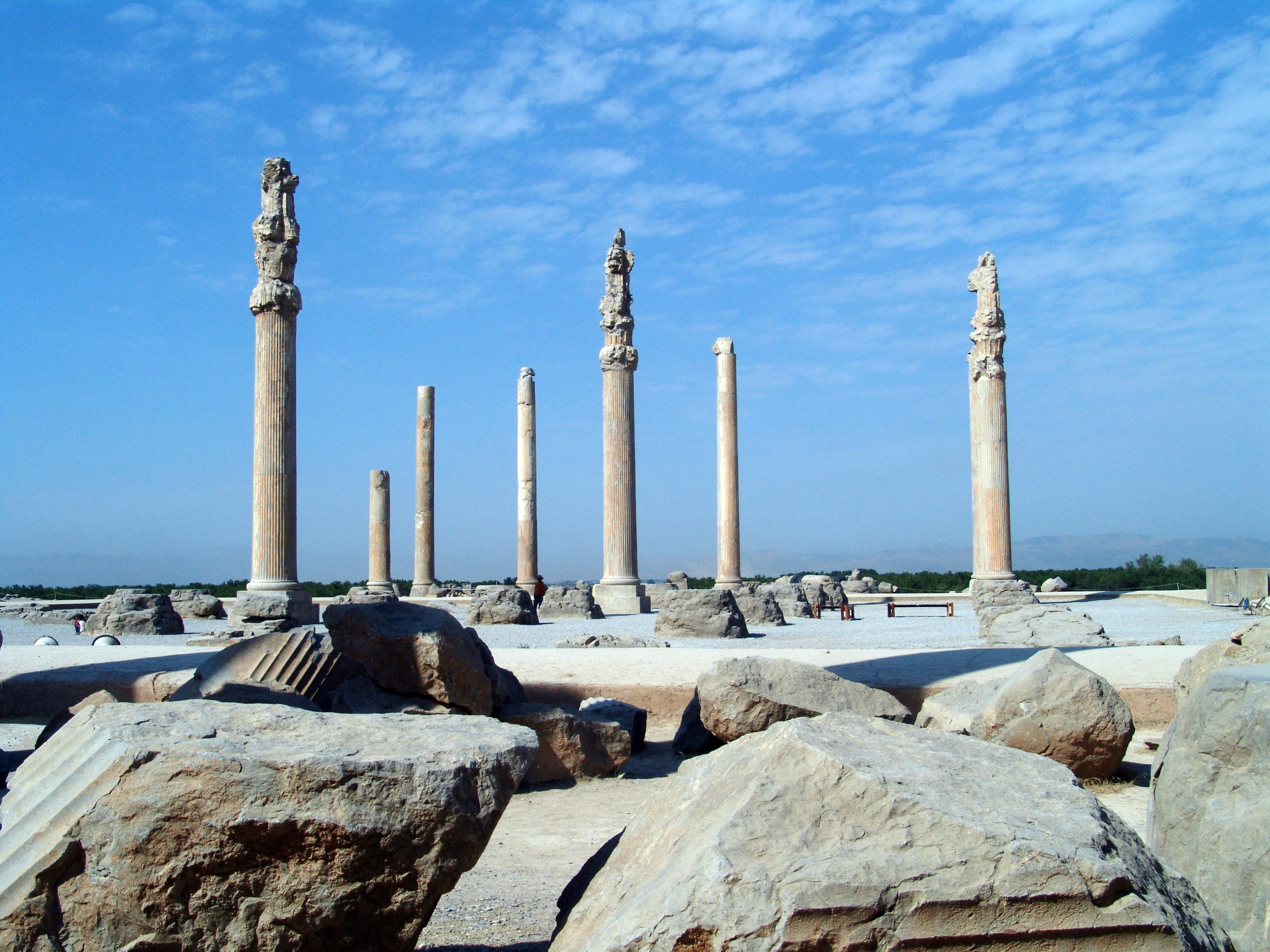
أطلال أبادانا، برسبوليس.
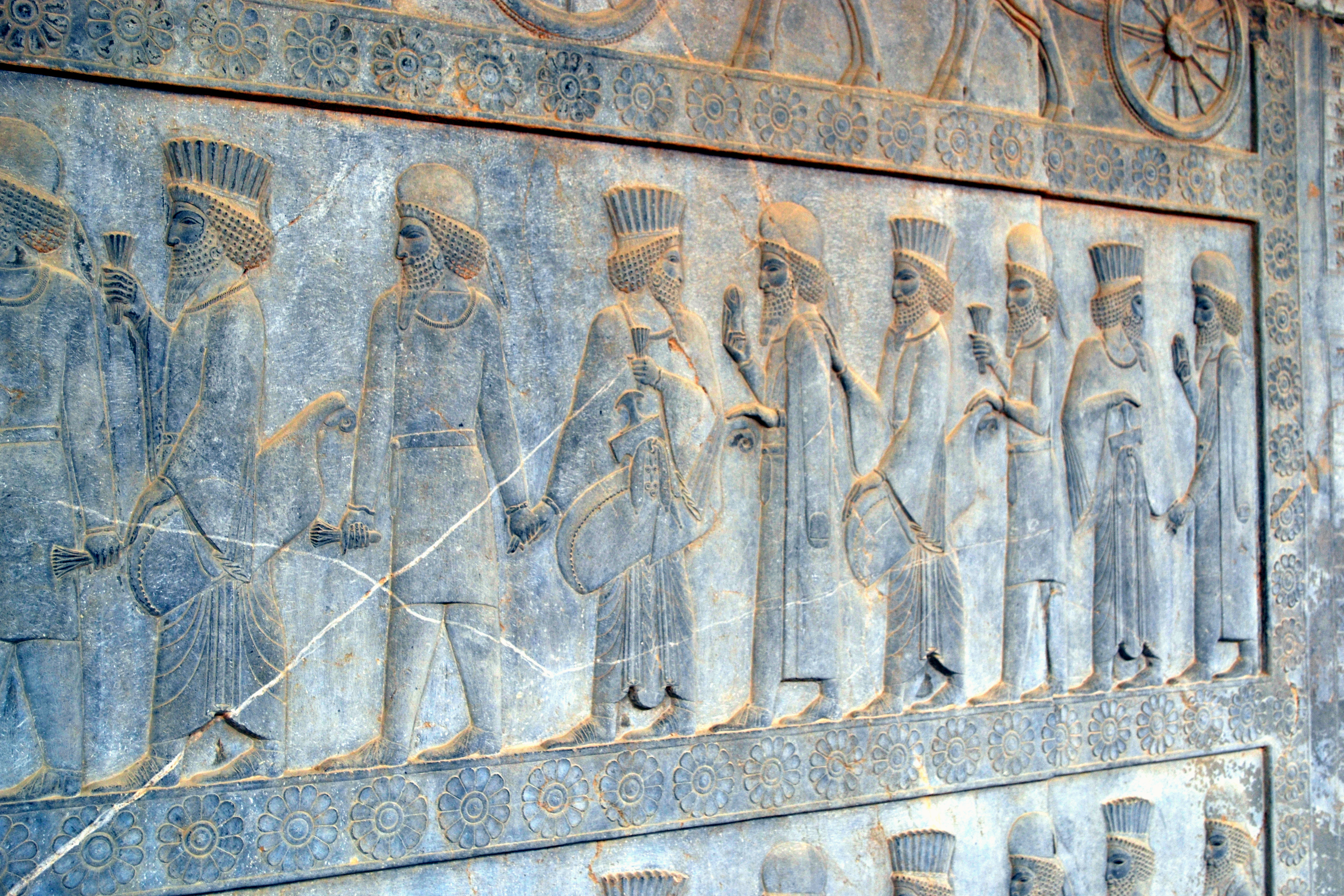
تصوير للميديين والفرس متحدين في أبادانا، برسيبوليس.
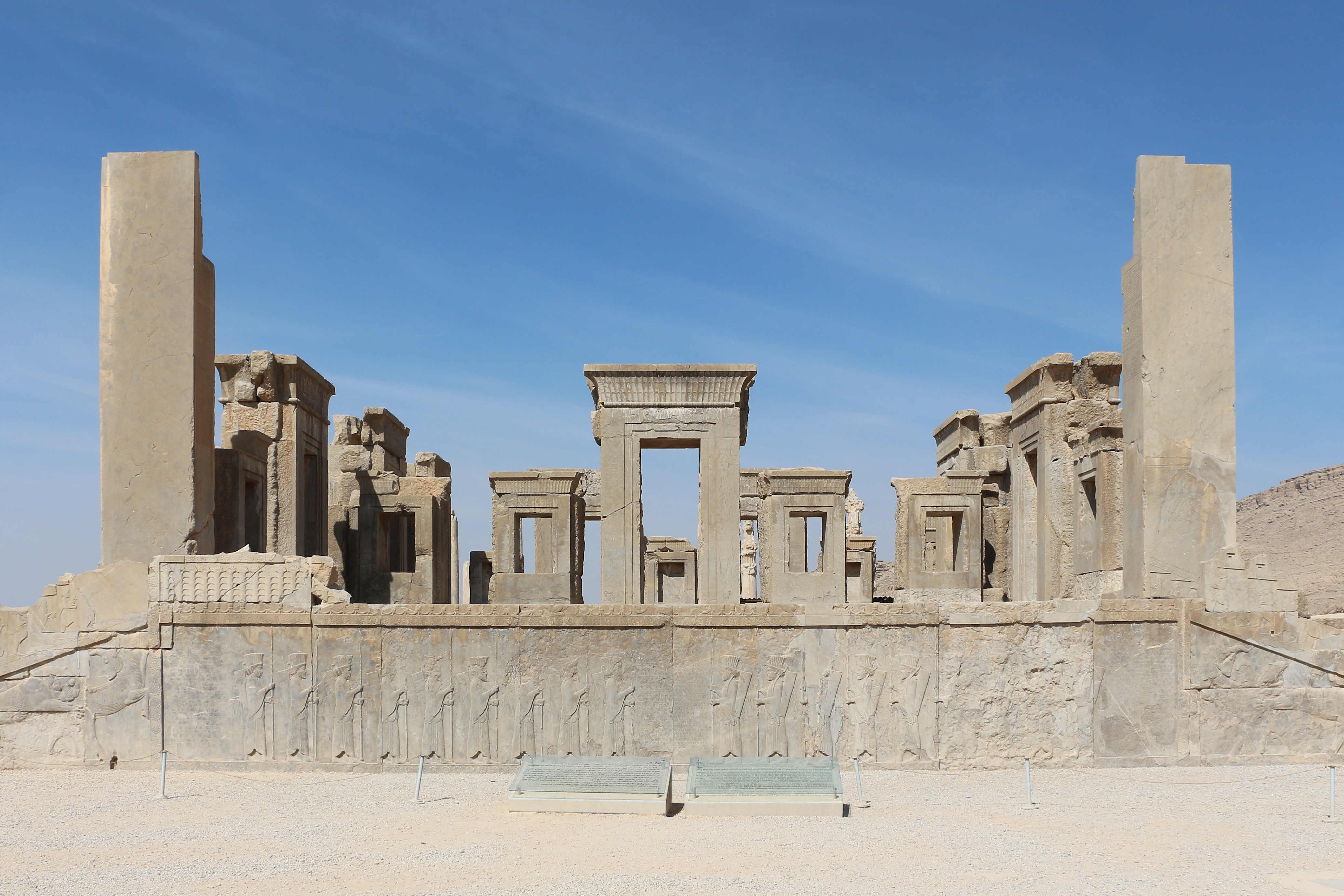
أطلال قصر تتشر، برسبوليس.

اكتسح الملك الآشوري آشور بانيبعل شوشان سنة 646 ق.م الأمر الذي أنهى التفوق العيلامي في المنطقة. ولأكثر من 150 عامًا كان الملوك الآشوريون في شمال بلاد ما بين النهرين يغزون القبائل الميدية في غرب إيران. وتحت ضغط الآشوري اندمجت الممالك الصغيرة في الهضبة الإيرانية الغربية في دول أكبر وأكثر مركزية.
في النصف الثاني من القرن السابع ق.م نال الميديون استقلالهم ووحدهم دياكو. وفي 612 ق.م غزا سياخريس حفيد دياكو والملك البابلي نبوبولاسر آشور وحاصروا العاصمة الآشورية نينوى ودمروها، مما أدى إلى سقوط الإمبراطورية الآشورية الحديثة. ثم غزا الميديون أورارتو لاحقًا وكانت نهايتها. ويُنسب للميديين الفضل في تأسيس إيران كأمة وإمبراطورية، فأنشأوا أول إمبراطورية إيرانية، كانت الأكبر في عصرها حتى أسس قورش الكبير إمبراطورية موحدة من الميديين والفرس سميت بالإمبراطورية الأخمينية (قرابة 550-330) ق.م).

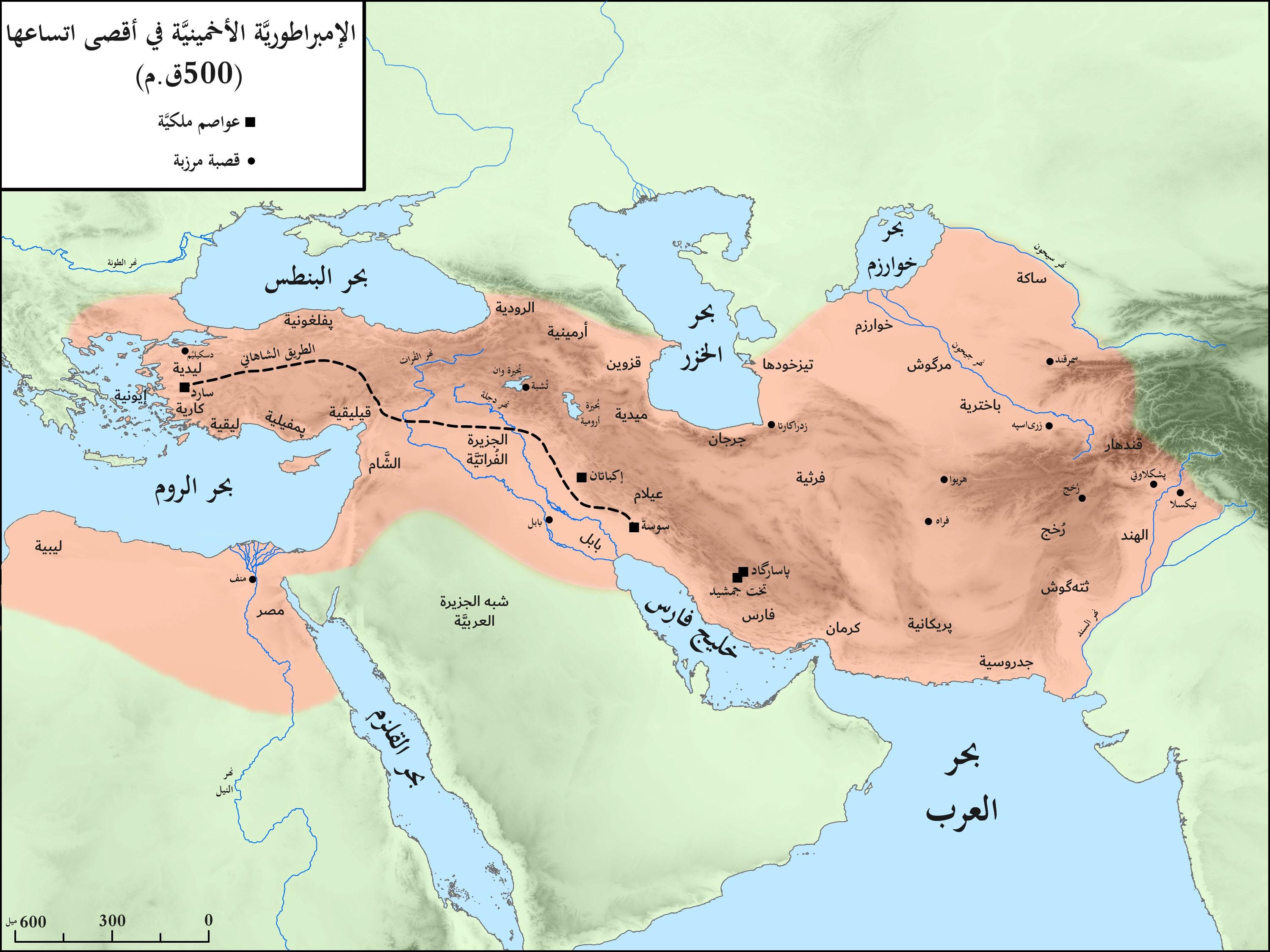
الإمبراطورية الأخمينية في أقصى امتدادها.

أطاح قورش الكبير بدوره بالإمبراطوريات الميدية والليدية والبابلية الحديثة، مما خلق إمبراطورية أكبر بكثير من الإمبراطورية الآشورية. فكان أكثر قدرة من خلال سياسات أكثر حميدة على التوفيق بين رعاياه بالحكم الفارسي؛ كان طول عمر إمبراطوريته نتيجة واحدة. فسمي الملك الفارسي كما الآشوريون ب«شاهنشاه».
ثم غزا قمبيز الثاني ابن قورش مصر القديمة آخر قوة كبرى في المنطقة، مما تسبب في انهيار الأسرة السادسة والعشرين في مصر. وبعد أن مرض وتوفي قبل أو أثناء مغادرته مصر تطورت القصص كما روى هيرودوت أنه تم إعدامه بسبب معصيته الآلهة المصرية القديمة. فنال صهر قورش دارا الأول العرش بعد صراع على الحكم.
كانت أول عاصمة لدارا أو داريوس هي شوشان، ثم بدأ برنامجه لبناء برسيبوليس أو تخت جمشيد. أعاد بناء قناة بين النيل والبحر الأحمر، وهو رائد قناة السويس الحديثة. قام بتحسين نظام الطرق الواسع، وخلال فترة حكمه تم ذكر الطريق الملكي لأول مرة (الموضح على الخريطة)، وهو طريق سريع رائع امتد على طول الطريق من شوشان إلى سارد مع وجود محطات استراحة على أبعاد منتظمة. وجرت إصلاحات كبرى في عهد داريوس، فتم توحيد العملة النقدبة على شكل داريك (عملة ذهبية) وشيكل (عملة فضية) (تم اختراع العملات المعدنية بالفعل قبل أكثر من قرن في ليديا حوالي 660 قبل الميلاد ولكنها غير موحدة)، وازدادت الكفاءة الإدارية.
وظهرت اللغة الفارسية القديمة في النقوش الملكية، وهي مكتوبة بنسخة معدلة من الخط المسماري. فأضحت الإمبراطورية الفارسية تحت حكم قورش الكبير ودارا الأول أكبر إمبراطورية في تاريخ البشرية حتى ذلك الوقت، فحكمت وأدارت معظم العالم المعروف آنذاك، وكذلك امتدت عبر قارات أوروبا وآسيا وأفريقيا. وكان أعظم إنجاز هو الإمبراطورية نفسها. مثلت الإمبراطورية الفارسية القوة العظمى الأولى في العالم التي قامت على نموذج التسامح واحترام الثقافات والأديان الأخرى.

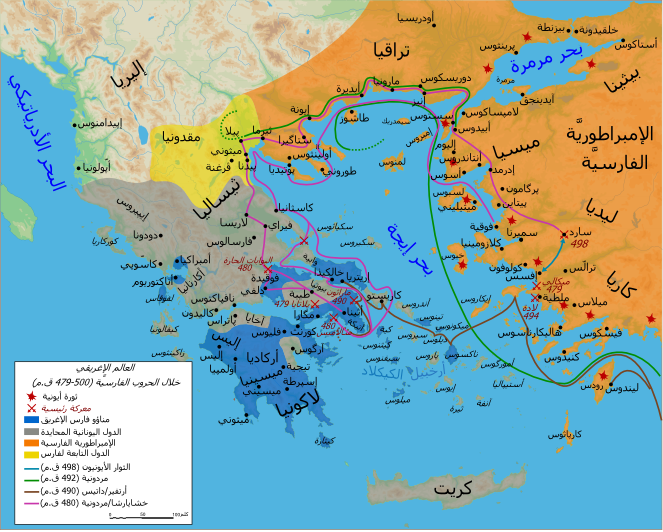
خريطة توضح المواقع الرئيسية أثناء الغزوات الفارسية لليونان.

في أواخر القرن 6 ق.م أنطلقت حملة دارا الأوروبية، فهزم البايونيين وغزا تراقيا، وأخضع جميع المدن اليونانية الساحلية، بالإضافة إلى هزيمته للسكيثيين الأوروبيين حول نهر الدانوب. وفي 512/511 أصبحت مقدونيا تابعة لبلاد فارس.
وفي سنة 499 ق.م دعمت أثينا تمردًا في ميليتوس، مما أدى إلى اجتياح سارد. فانطلقت حملة أخمينية ضد البر الرئيسي لليونان سميت بالحروب اليونانية الفارسية، واستمرت في النصف الأول من القرن 5 ق.م، وعرفت بأنها إحدى أهم الحروب في التاريخ الأوروبي. ففي الغزو الفارسي الأول لليونان أعاد القائد الأخميني ماردونيوس إخضاع تراقيا وجعل مقدونيا مقاطعة كاملة من بلاد فارس. لكن الحرب تحولت في النهاية إلى هزيمة. فأعلن خشايارشا خليفة داريوس الأول الغزو الفارسي الثاني لليونان. وفي تلك الحرب اجتاح الفرس حوالي نصف البر الرئيسي لليونان، بما فيها جميع الأراضي الواقعة شمال برزخ كورنث، ومع ذلك فقد انتصر اليونانيون في معركتي بلاتيا وسالاميس، التي فقد فيها الأخمينيون موطئ قدمهم في أوروبا وانسحبوا منها. خلال تلك الحروب اكتسبت بلاد فارس مزايا إقليمية كبيرة، فقد استولت على أثينا ودمرتها سنة 480 ق.م. ومع ذلك تمكن اليونانيون بعد سلسلة من الانتصارات من إخراج الفرس، مما تسبب بفقدهم السيطرة على مقدونيا وتراقيا وأيونيا [الإنجليزية]. استمر القتال لعدة عقود بعد الصد اليوناني الناجح للغزو الثاني مع انضمام العديد من دول المدن اليونانية في الحلف الديلي الذي تم تشكيله في أثينا، وانتهت الحروب اليونانية الفارسية بسلام كالياس سنة 449 ق.م. وبعد وفاة داريوس الثاني سنة 404 ق.م تمردت مصر تحت قيادة أميرتايوس. ونجح الفراعنة بمقاومة المحاولات الفارسية لاستعادة مصر حتى 343 ق.م عندما استعادها أردشير الثالث.

إطلالة شاملة لتخت جمشيد.

### الغزو اليوناني والإمبراطورية السلوقية (312 - 248 ق.م)

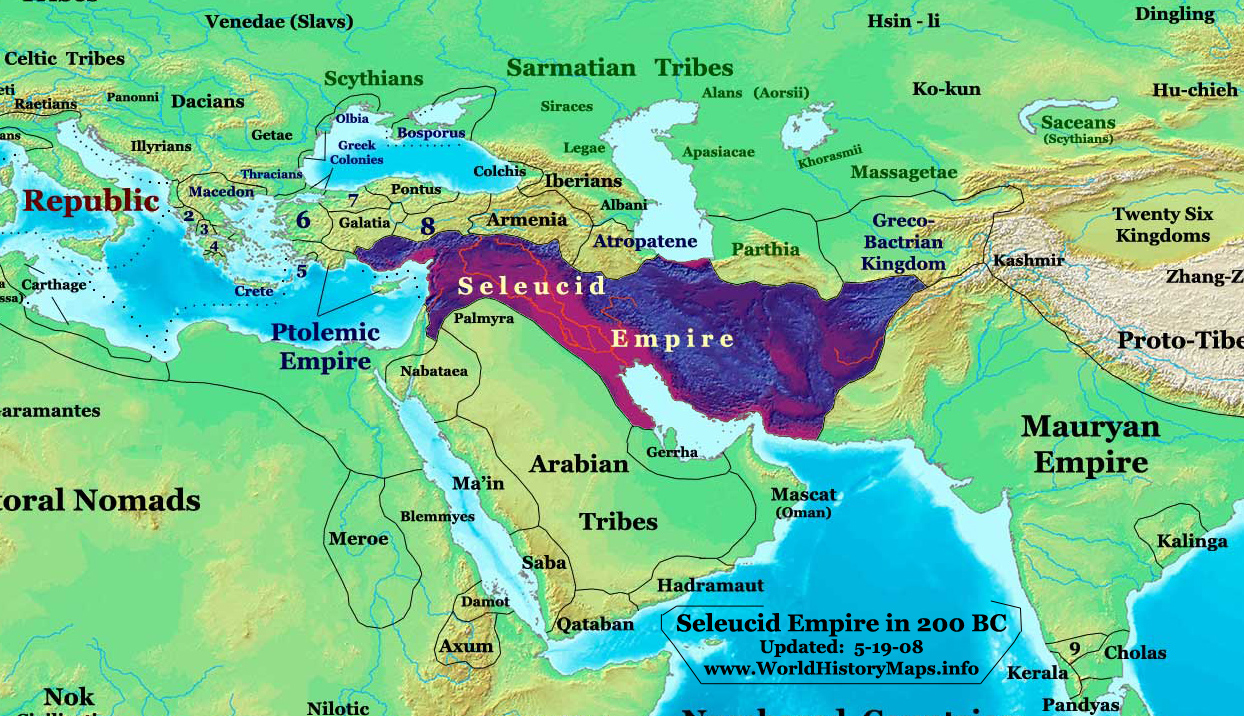
الإمبراطورية السلوقية سنة 200 ق.م، قبل أن يهزم الرومان أنطيوخوس

هزم الإسكندر الأكبر من الفترة 334 ق.م إلى 331 ق.م داريوس الثالث في معارك غرانيكوس وإسوس وغوغميلا، ثم غزا الإمبراطورية الفارسية بسرعة بحلول 331 ق.م. ولكن سرعان ماانهارت إمبراطورية الإسكندر بعد وقت قصير من وفاته، وحاول أحد قادة إسكندر واسمه سلوقس الأول نيكاتور السيطرة على إيران وبلاد مابين النهرين وبعد ذلك سوريا والأناضول. كانت إمبراطوريته هي الإمبراطورية السلوقية. قُتل سنة 281 ق.م على يد بطليموس كيراونوس.
جاءت اللغة اليونانية والفلسفة والفن مع المستعمرين. خلال العصر السلوقي أصبحت اليونانية اللغة المشتركة للدبلوماسية والأدب في جميع أنحاء الإمبراطورية.

### الشاهنشاهية الفرثية (248 ق.م–224 م)

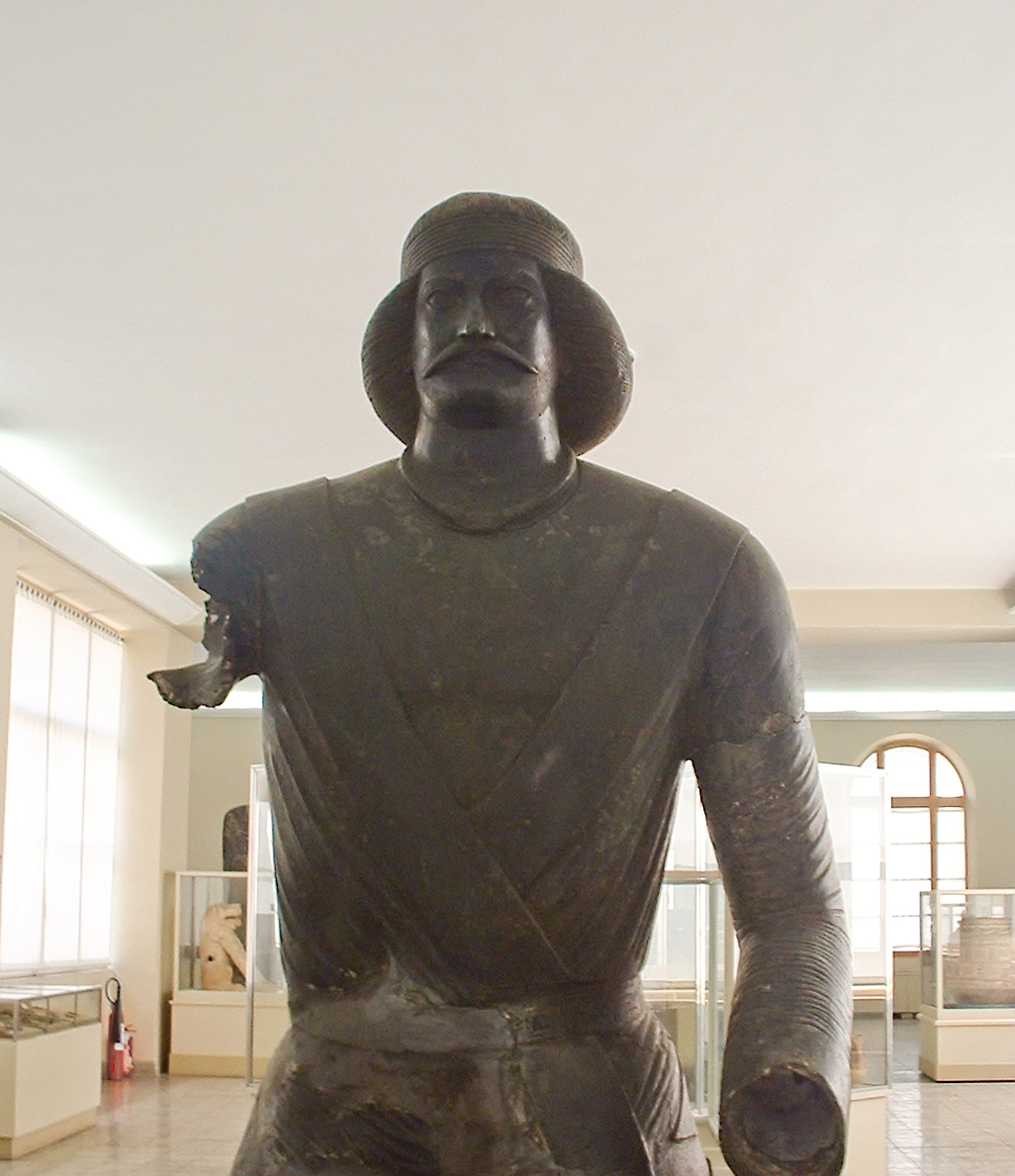
تمثال برونزي لأمير بارثي، متحف إيران الوطني

قدم البارثيون وهم من مجموعات الشعوب الإيرانية في الشمالي الغربي، فأعادوا توحيد وحكم الهضبة الإيرانية بعد غزو بارني لبارثيا وهزيمة الإمبراطورية السلوقية أواخر القرن 3 ق.م، وأسسوا إمبراطوريتهم التي سميت باسمهم، وسيطروا على بلاد ما بين النهرين بشكل متقطع بين حوالي 150 ق.م و 224 م. سرعان ما ضمت الإمبراطورية البارثية شرق شبه الجزيرة العربية.
كانت بارثيا العدو اللدود للإمبراطورية الرومانية، وقد حدت من توسع روما خارج قبادوقية (وسط الأناضول). واحتوى الجيش البارثي على نوعين من سلاح الفرسان: المدججين بالسلاح والتدريع ورماة السهام خفيفي التسليح لكن سريعو الحركة.
أما الرومان الذين اعتمدوا على فرق المشاة الثقيلة، فكان من الصعب للغاية هزيمة البارثيين، حيث كان كلا النوعين من سلاح الفرسان أسرع وأكثر قدرة على الحركة من جنود المشاة. كانت الرمية البارثية التي استخدمها سلاح الفرسان البارثيين أكثر ما يخشاه الجنود الرومان، وقد أثبتت أنها محورية في سحق الرومان في معركة كارهاي. من ناحية أخرى وجد البارثيون صعوبة في احتلال المناطق التي يغزونها، لأنهم كانوا غير مهرة في حروب الحصار. بسبب نقاط الضعف هذه لم يكن الرومان ولا الفرثيون قادرين على ضم أراضي بعضهم البعض تمامًا.
استمرت الإمبراطورية البارثية لمدة خمسة قرون. وسقطت تلك الشاهنشاهية في سنة 224 ميلادية، عندما تلاشى تنظيم الإمبراطورية وهُزم الملك الأخير على يد أحد الشعوب الخاضعة له، وهم الفرس تحت حكم الساسانيين. ومع ذلك، فقد استمرت السلالة الأرشكية في الوجود لعدة قرون في أرمينيا وإيبيريا وألبانيا القوقازية، والتي كانت جميعها فروعًا لتلك السلالة.

### الشاهنشاهية الساسانية (224–651 م)

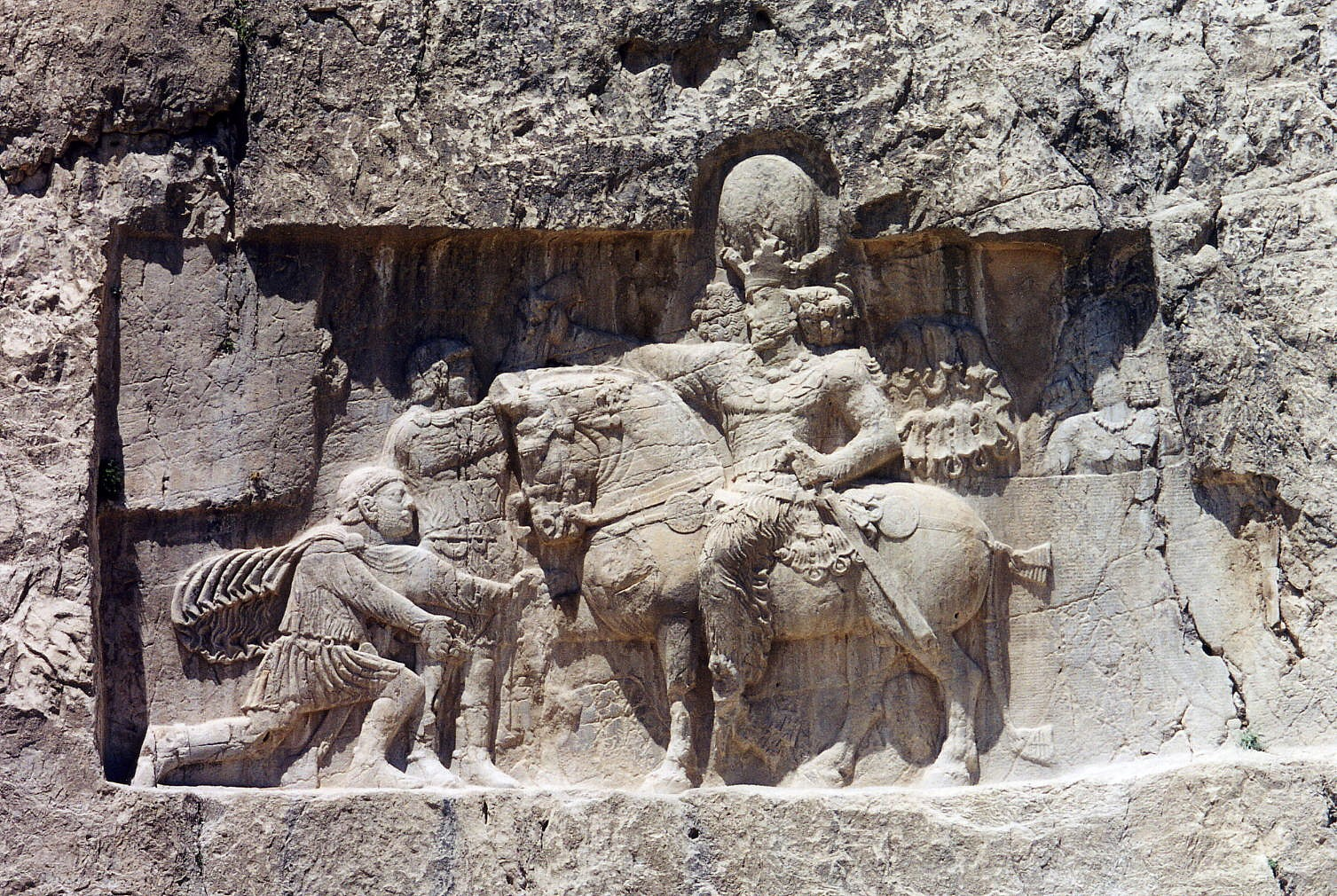
نحت صخري في نقش رستم للشاه الساساني سابور الأول (على ظهر الخيل) وأسره الإمبراطور الروماني فاليريان (جاثمًا) وفيليب العربي (واقفًا)

بدأ الشاه أردشيرأول الملوك الساسانيين في إصلاح البلاد اقتصاديًا وعسكريًا. فكانت إيران لفترة تزيد عن 400 عام واحدة من القوى الكبرى في العالم إلى جانب جارتها اللدودة الإمبراطورية الرومانية ثم البيزنطية. وقد ضمت تلك الشاهنشاهية في أوجها كل من إيران والعراق وأذربيجان وأرمينيا وجورجيا وأبخازيا وداغستان ولبنان والأردن وفلسطين وإسرائيل وأجزاء من أفغانستان وتركيا وسوريا وأجزاء من باكستان وآسيا الوسطى والشرقية وشبه الجزيرة العربية وأجزاء من مصر.
طغت الحروب البيزنطية الساسانية على معظم فترة حكم الساسانيين، وهي استمرار للحروب الرومانية-البارثية والحروب الرومانية الفارسية. والنزاع الأخير هو أطول نزاع دام في تاريخ البشرية. بدأت الحرب الرومانية الفارسية الأخيرة في القرن السابع قبل الميلاد على يد أسلافهم البارثيين والرومان. هزم الفرس الرومان في معركة الرها سنة 260 وأخذوا الإمبراطور فاليريان أسيرًا لما تبقى من حياته. تم غزو شرق شبه الجزيرة العربية في وقت مبكر. أثناء حكم خسرو الثاني في 590-628 ضم مصر والأردن وفلسطين ولبنان إلى مملكته. أطلق الساسانيون على إمبراطوريتهم اسم ایرانشهر («بلد الآريين»، أو الإيرانيين).
تبع ذلك فصل من تاريخ إيران بعد ما يقرب من ستمائة عام من الصراع مع الإمبراطورية الرومانية. خلال هذا الوقت اشتبكت الجيوش الساسانية والرومانية البيزنطية من أجل النفوذ في الأناضول وغرب القوقاز (لازيكا بالخصوص ومملكة أيبيريا التي هي جورجيا وأبخازيا الحالية) وبلاد مابين النهرين وأرمينيا والشام. في عهد جستنيان الأول انتهت الحرب بسلام صعب بدفع الجزية للساسانيين.
ومع ذلك استخدم الساسانيون رفض الإمبراطور البيزنطي موريكيوس دفع الجزية سببًا للحرب. بعد العديد من المكاسب هُزم الساسانيون في ساروس والقسطنطينية وأخيراً نينوى التي قادت إلى السلام. مع انتهاء أكثر من 700 عام من الحروب الرومانية الفارسية من خلال الحرب الساسانية-البيزنطية 602-628، ومنها حصار العاصمة البيزنطية.
يعتبر العصر الساساني الذي هو ضمن العصور القديمة المتأخرة أهم الفترات التاريخية تأثيرا في إيران. من نواح عديدة شهدت الفترة الساسانية أعلى إنجاز للحضارة الفارسية وتشكل آخر إمبراطورية إيرانية عظيمة قبل دخول الإسلام. أثرت بلاد فارس على الحضارة الرومانية بشكل كبير خلال العصر الساساني، امتد تأثيرها الثقافي إلى ما وراء الحدود الإقليمية للإمبراطورية، ووصل إلى أوروبا الغربية وأفريقيا والصين والهند ولعب أيضًا دورًا بارزًا في تشكيل الفن الأوروبي والآسيوي في العصور الوسطى.
انتقل هذا التأثير إلى العالم الإسلامي. لقد حولت الثقافة الأرستقراطية الفريدة لهذه السلالة الفتح الإسلامي لإيران وتدميرها إلى نهضة فارسية. [59] فالكثير من الثقافة الإسلامية والهندستها المعمارية والكتابة والمساهمات الأخرى للحضارة، قد نقلت من الفرس الساسانيين إلى العالم الإسلامي الأوسع.

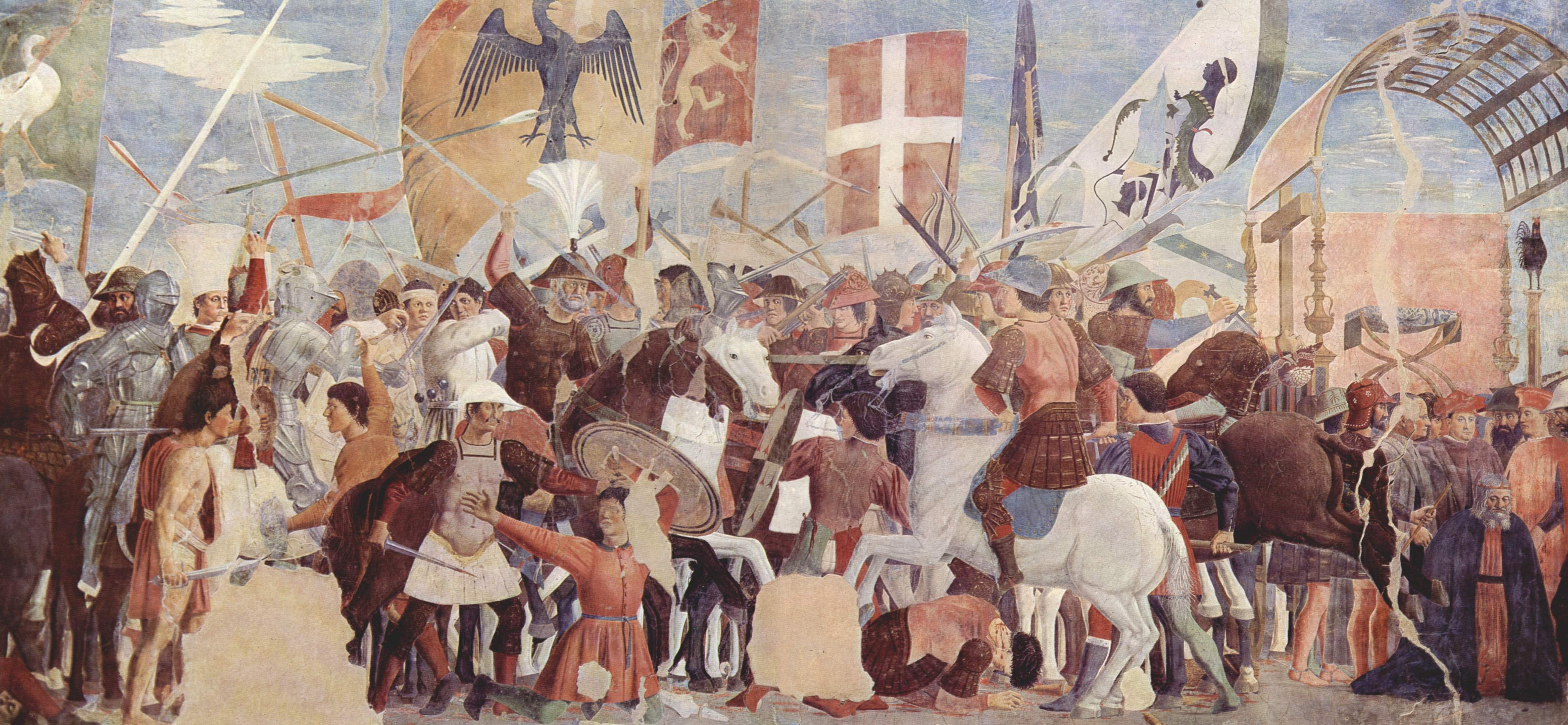
معركة بين جيش هرقل وجيش كسرى الثاني. بييرو ديلا فرانشيسكا تقريبا 1452.

## فارس في العصور الوسطى

### الفترة الإسلامية المبكرة

#### فتح المسلمين لفارس (633–651)

حدود الدولة الإسلامية
توسع الدولة الإسلامية في عهد الرسول محمد 622-632
التوسع في عهد الخلفاء الراشدين 632–661
التوسع في عهد الخلفاء الأمويين, 661–750

غزا المسلمون تحت حكم عمر بلاد فارس سنة 633، وكان يحكمها الملك الساساني يزدجرد الثالث، وقد خرجت بالتو من حرب أهلية دامية. تمرد العديد من النبلاء والعائلات الإيرانية مثل الملك دينار من أسرة كارين، ثم كانارانجيان من خراسان ضد أسيادهم الساسانيين. على الرغم من أن بيت مهران قد ادعى العرش الساساني تحت قيادة الجنرالين البارزين بهرام جوبين وشهربراز، إلا أنه ظل مواليًا للساسانيين خلال صراعهم ضد العرب، إلا أن بيت مهران تعرض للخيانة والغدر من أقاربهم بيت اسباهبودان بزعامة قائدهم فرخزاد الذي تمرد ضد يزدجرد الثالث.
فر يزدجرد الثالث من منطقة إلى أخرى حتى قتله طحان محلي طمعا بمحفظته في مرو سنة 651. [60] وبحلول 674 كان المسلمون قد فتحوا خراسان الكبرى (وتشمل مقاطعة خراسان الإيرانية الحديثة وأفغانستان الحديثة وأجزاء من بلاد ما وراء النهر).
أنهى الفتح الإسلامي لبلاد فارس الإمبراطورية الساسانية وأدى في النهاية إلى تراجع الديانة الزرادشتية في بلاد فارس. مع مرور الوقت اعتنق غالبية الإيرانيين الإسلام. لم يتم تجاهل معظم جوانب الحضارات الفارسية السابقة، ولكن تم استيعابها من قبل النظام الإسلامي الجديد.

#### العصر الأموي وتوغل المسلمين في بحر قزوين
بعد سقوط الإمبراطورية الساسانية سنة 651 استخدم الأمويون العديد من العادات الفارسية، وخاصة السلوكيات الإدارية والنمطية. وكان حكام الأقاليم إما آراميين فارسيين أو من العرق الفارسي. لذلك فالمؤكد أن اللغة الفارسية ظلت لغة الأعمال الرسمية للخلافة حتى اعتماد اللغة العربية نهاية القرن السابع، عندما بدأ سك النقود في العاصمة دمشق سنة 692. وتطورت العملات الإسلامية الجديدة من محاكاة النقد الساساني والبيزنطي، واستبدلت الأبجدية العربية بالخط البهلوي على العملة.
خلال الخلافة الأموية فرض الفاتحون العرب اللغة العربية كلغة أساسية للشعوب الخاضعة في جميع أنحاء الخلافة. أمر الحجاج بن يوسف باستبدال اللغة الرسمية للأراضي المحتلة باللغة العربية في الدواوين.
هناك عدد من المؤرخين الذين يرون أن حكم الأمويين هو وجود «الذمة» لزيادة الضرائب من أهل الذمة لفائدة المجتمع العربي المسلم ماليًا ومن خلال تثبيط اعتناق الإسلام. قدم الولاة شكاوى إلى الخليفة عندما سن قوانين سهلت الانتقال إلى الإسلام، وحرمت الولايات من الإيرادات.
وفي القرن السابع عندما دخل العديد من غير العرب مثل الفرس الإسلام، تم الاعتراف بهم على أنهم موالي («عملاء») وعاملتهم النخبة العربية الحاكمة كمواطنين من الدرجة الثانية حتى نهاية الخلافة الأموية. خلال تلك الحقبة ارتبط الإسلام في البداية بالهوية العرقية للعرب وتطلب ارتباطًا رسميًا بقبيلة عربية واعتماد مكانة الموالي. لقد فشلت سياسات التهدئة التي اتبعها الأمويون المتأخرون في التسامح مع المسلمين والشيعة من غير العرب في إخماد الاضطرابات بين هذه الأقليات.
ومع ذلك كانت كل إيران لا تزال غير خاضعة للسيطرة العربية، وكانت منطقة الديلم تحت سيطرة الديلميين، بينما كانت طبرستان تحت سيطرة قاوباريان وآل بادوسبان، ومنطقة جبل دماوند تحت مسمغان دماوند. وقد غزا العرب تلك المناطق عدة مرات، لكنهم لم يحققوا نتيجة حاسمة بسبب تضاريس المناطق التي يتعذر الوصول إليها. تمكن أبرز حكام الدابويين، المعروف باسم فاروخان الكبير (حكم من 712 إلى 728) من السيطرة على نفوذه خلال صراعه الطويل ضد جيش يزيد بن المهلب، الذي هُزم على يد جيش ديلمي-دبويدي مشترك. واضطر إلى التراجع عن طبرستان.
مع وفاة الخليفة الأموي هشام بن عبد الملك سنة 743 اتجه العالم الإسلامي نحو حرب أهلية. تم إرسال أبو مسلم إلى خراسان من قبل الخلافة العباسية في البداية كداعية ثم تمرد نيابة عنهم. واستولى على مرو بعد أن هزم حاكمها الأموي نصر بن سيار. أصبح بحكم الأمر الواقع الحاكم العباسي لخراسان. خلال نفس الفترة أعلن الحاكم الدابوي خورشيد الاستقلال عن الأمويين، ولكن سرعان ماأجبر على الاعتراف بالسلطة العباسية. وفي 750 أصبح أبو مسلم قائدًا للجيش العباسي وهزم الأمويين في معركة الزاب. اقتحم أبو مسلم دمشق عاصمة الخلافة الأموية في وقت لاحق من نفس السنة.

#### العصر العباسي والسلالات الإيرانية المستقلة

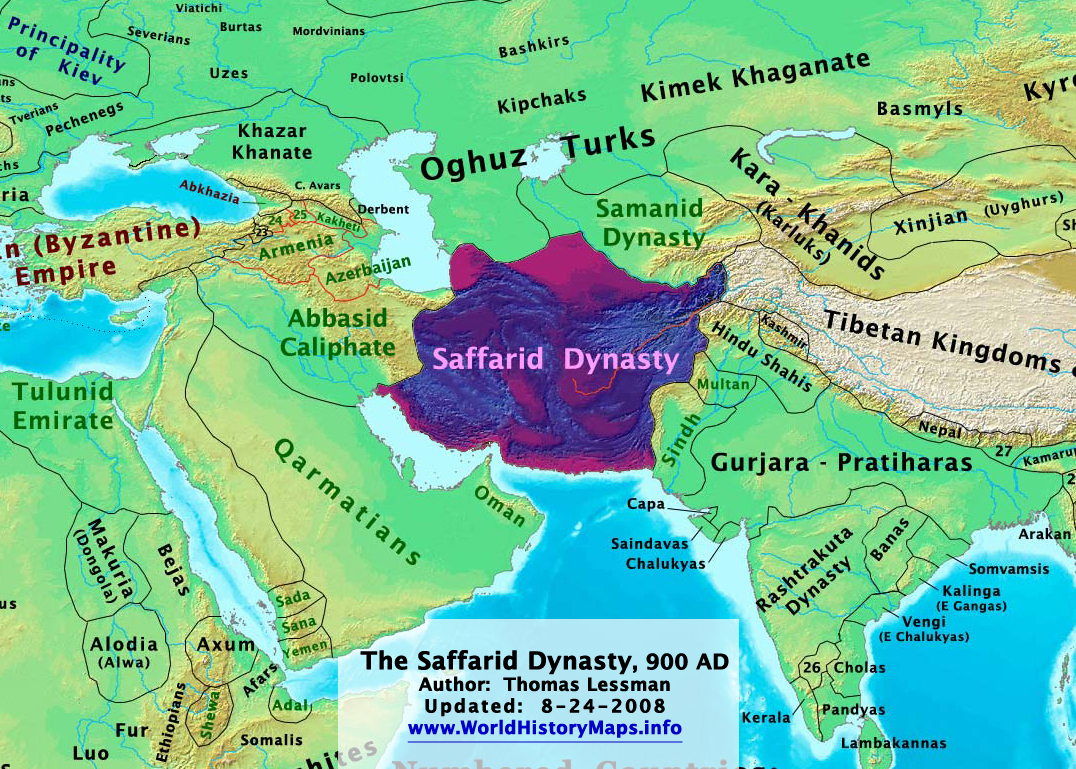
الدولة الصفارية سنة 900م.

خريطة للسلالات الفارسية في منتصف القرن 10 م.

كان عماد الجيش العباسي من الخراسانيين وبقيادة أبو مسلم الخراساني. واحتوى الجيش على عناصر فارسية وعربية، وتمتع العباسيون بالدعم الإيراني والعربي. فتمكنوا من الإطاحة بالأمويين سنة 750. وفقًا لأمير أرجوماند كانت الثورة العباسية بمثابة نهاية للحكم العربي وبداية لدولة أكثر شمولاً وتعدد بالأعراق في الشرق الأوسط.
كان من أولى التغييرات التي قام بها العباسيون بعد الاستيلاء على السلطة من الأمويين هي نقل عاصمة الخلافة من دمشق في بلاد الشام إلى العراق. تأثرت الأخيرة بتاريخ وثقافة الفرس، وكان نقل العاصمة جزءًا من مطالب الموالي الفرس بحصة من نفوذ العرب في الخلافة. شيدت مدينة بغداد على نهر دجلة سنة 762 لتكون بمثابة العاصمة العباسية الجديدة.
أسس العباسيون في إدارتهم منصب وزير التي اشتهر بها البرامكة، وهو يعادل المنصب «نائب الخليفة»، أو الرجل الثاني في القيادة. وفي النهاية يعني هذا التغيير أن العديد من الخلفاء في عهد العباسيين انتهى بهم الأمر إلى منصب شكلي أكثر من أي وقت مضى، مع وجود الوزير في السلطة الحقيقية. بدأت بيروقراطية فارسية جديدة تحل محل الأرستقراطية العربية القديمة، وعكست الإدارة بأكملها هذه التغييرات مما يدل على أن السلالة الجديدة كانت مختلفة في نواح كثيرة عن الأمويين.
بحلول القرن التاسع بدأت سيطرة العباسيين تتضاءل مع ظهور قادة إقليميين في الزوايا البعيدة عن الدولة لتتحدى السلطة المركزية للخلافة العباسية. وبدأ الخلفاء العباسيون في تجنيد المماليك، وهم المحاربين الناطقين بالتركية الذين انتقلوا محاربين عبيد من آسيا الوسطى إلى ما وراء النهر أوائل القرن التاسع. وبعدها بوقت قصير بدأت القوة الحقيقية للخلفاء العباسيين تتضاءل. وفي النهاية أصبحوا رموزًا دينية بينما كان العبيد المحاربين الأتراك يحكمون.
شهد القرن التاسع أيضًا تمرد الزرادشتيين الأصليين، المعروفين باسم الخرمية ضد الحكم العربي. وقاد الحركة بابك الخرمي الذي دعا من قاعدته في أذربيجان في شمال غرب إيران إلى إيرنة البلاد إلى عودة الأمجاد السياسية للماضي الإيراني. انتشر تمرد باباك الخرمية إلى الأجزاء الغربية والوسطى من إيران واستمر أكثر من عشرين عامًا قبل هزيمته عندما تعرض باباك للخيانة من قبل أفشين، وهو أبرز قادة الخليفة المعتصم.
مع تضاؤل قوة الخلفاء العباسيين نشأت سلسلة من السلالات في أجزاء مختلفة من إيران، وكان لبعضها نفوذ وقوة كبيرتان. ومن أهم هذه السلالات المتداخلة الطاهريون في خراسان (821-873). الصفاريون في سيستان (861-1003، استمر حكمهم ملوكا لسيستان حتى 1537)؛ والسامانيون (819-1005) وأصولهم من بخارى، حكم السامانيون في أوجهم من وسط إيران إلى باكستان.
بحلول أوائل القرن العاشر سيطر على الدولة العباسية سلالة البويهيين (934-1062). نظرًا لأن الكثير من الإدارة العباسية كانت فارسية على أي حال، فقد كان البويهيون قادرين بهدوء على تولي السلطة الحقيقية في بغداد. هُزم البويهيون في منتصف القرن الحادي عشر على يد السلاجقة الأتراك، الذين أخذوا زمام المبادرة في ممارسة نفوذهم على العباسيين، في حين تعهدوا علنًا بالولاء لهم. بقي ميزان القوى في بغداد على هذا النحو - مع العباسيين في السلطة بالاسم فقط - حتى اجتاح المغول بغداد سنة 1258 وألغوا السلالة العباسية نهائيًا.
خلال الفترة العباسية جرى تحول في المفهوم السياسي من مفهوم دولة عربية في المقام الأول إلى خلافة إسلامية وفي سنة 930 تم سن مطلب يأمر بأن يكون جميع الموظفين في الدولة مسلمين.

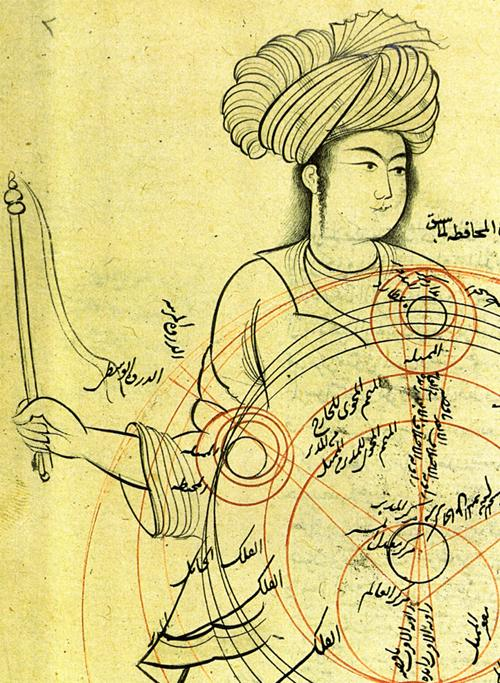
مقتطف من مخطوطة من العصور الوسطى لعالم الفلك الفارسي قطب الدين الشيرازي (1236-1311) تصور نموذجًا كوكبيًا ملحميًا

#### العصر الذهبي الإسلامي، حركة الشعوبية وعملية الفرسنة
كانت الأسلمة عملية طويلة قام غالبية سكان إيران من خلالها تبني الإسلام تدريجياً. يشير «منحنى التحويل» لريتشارد بوليت إلى أن حوالي 10٪ فقط من شعوب إيران تحولوا إلى الإسلام خلال الفترة الأموية التي كان عمادها العرب. ومع بداية العصر العباسي، حيث انتشر الحكام الفرس مع العرب، ارتفعت نسبة المسلمين بين السكان. وعندما عزز المسلمون الفرس حكمهم للبلاد، ازدادت نسبة المسلمين من حوالي 40٪ في منتصف القرن 9 إلى قريبًا من 100٪ بحلول نهاية القرن 11. وقال سيد حسين نصر أن الزيادة السريعة في التحول كانت مدعومة بقومية الحكام الفارسية.
على الرغم من أن الفرس تبنوا ديانة الفاتحين، إلا أنهم عملوا على مر القرون لحماية وإحياء لغتهم وثقافتهم المميزة، في عملية عُرفت بالفرسنة، وساهم معهم العرب والترك في تلك العملية.
في القرنين التاسع والعاشر أنشأ رعايا الأمة الإسلامية من غير العرب حركة تسمى الشعوبية في رد فعل لمكانة العرب المتميزة. كان معظم الذين يقفون وراء الحركة من الفرس، إلا أن هناك إشارات إلى مساهمة الأقباط والبربر والآراميين. مستشهدة بمفاهيمها الإسلامية عن المساواة بين الأجناس والأمم كانت الحركة مهتمة في المقام الأول بالحفاظ على الثقافة الفارسية وحماية هويتها، ولكن ضمن سياق إسلامي.
قادت السلالة السامانية إحياء الثقافة الفارسية وأول شاعر فارسي مهم بعد وصول الإسلام هو أبو عبد الله جعفر الرودكي الذي ولد في تلك الحقبة ورفعه الحكام السامانيون. كما أحيا السامانيون العديد من المهرجانات الفارسية القديمة. ومن بعدهم الغزنويون الذين هم من أصول تركية، ولكن كان لهم دور فعال في إحياء الثقافة الفارسية.

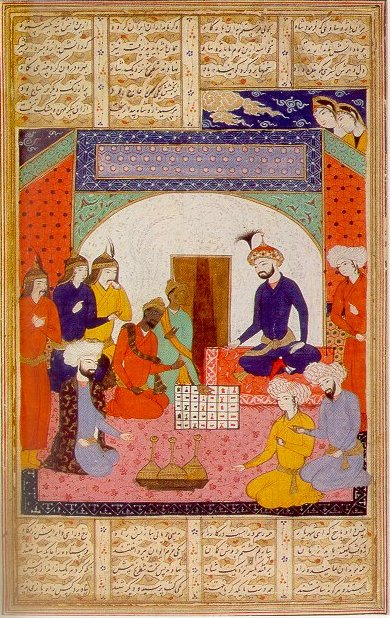
مخطوطة فارسية تصف كيف أحضر سفير من الهند لعبة الشطرنج إلى البلاط الساماني

كانت ذروة حركة الفرسنة هي ملحمة الشاهنامه الملحمة القومية لإيران، والتي كُتبت بالفارسية. وعكس هذا العمل الضخم تاريخ إيران القديم وقيمها الثقافية الفريدة ودينها الزرادشتي قبل الإسلام وشعورها بالقومية. وحسب برنارد لويس:
كان من المفترض أن تؤدي أسلمة إيران إلى تحولات عميقة في البنية الثقافية والعلمية والسياسية للمجتمع الإيراني: أصبح ازدهار الأدب الفارسي والفلسفة والطب والفن عناصر رئيسية للحضارة الإسلامية حديثة التكوين. ورثت بلاد فارس تراثًا حضاريًا يمتد لآلاف السنين، وكونها على «مفترق الطرق الثقافية الرئيسية»، مما ساهم في ظهور بلاد فارس على أنها ما توج بـ «العصر الذهبي الإسلامي». خلال هذه الفترة ساهم المئات من المثقفين والعلماء بقوة في التكنولوجيا والعلوم والطب، مما أثر لاحقًا في صعود العلوم الأوروبية خلال عصر النهضة.
كان أهم العلماء من جميع المذاهب والفرق الإسلامية هم من الفرس أو عاشوا في إيران، بما في ذلك جامعي الأحاديث الأكثر شهرة وموثوقية من الشيعة والسنة مثل الشيخ الصدوق والكليني والنيسابوري والإمام مسلم والبخاري، وكبار علماء علم الكلام من الشيعة والسنة أمثال الشيخ الطوسي والإمام الغزالي والإمام فخر الدين الرازي والزمخشري، وأعظم الأطباء والفلكيين وعلماء المنطق والرياضيات وماورائيات والفلاسفة والعلماء مثل ابن سينا ونصير الدين الطوسي، أعظم شيوخ الصوفية مثل الرومي وعبد القادر جيلاني.

#### الإمارات الفارسية وسلالاتها الحاكمة (977–1219)

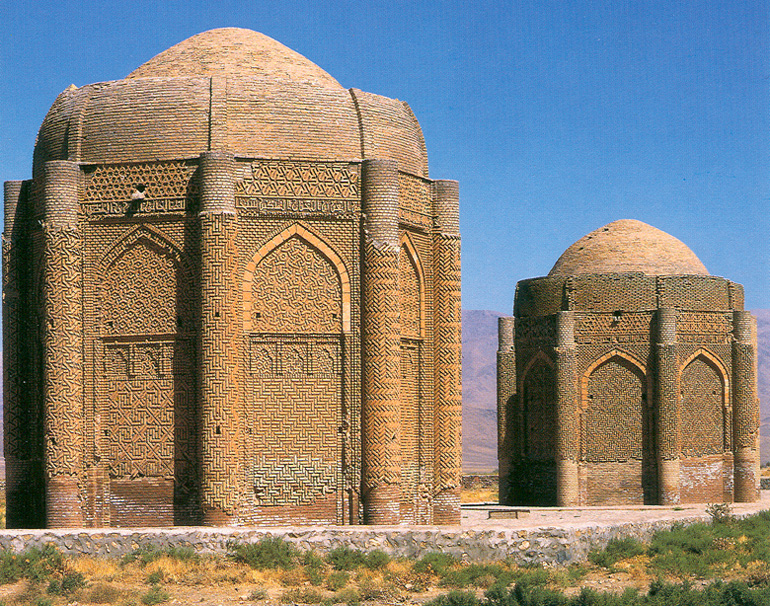
احتوي برجا خراقان، اللذان تم بناؤهما سنة 1067 في بلاد فارس على مقابر الأمراء السلاجقة.

في 977 غزا سُبُكْتِكِيْن الحاكم التركي للسامانيين غزنة (أفغانستان الحالية) وأسس السلالة الغزنوية التي استمرت حتى 1186. نمت الدولة الغزنوية من خلال الاستيلاء على جميع الأراضي السامانية جنوب نهر جيحون في العقد الأخير من القرن العاشر، وفي النهاية احتلت أجزاء من شرق إيران وأفغانستان وباكستان وشمال غرب الهند.
يعود الفضل عمومًا إلى الغزنويين في انطلاق الإسلام نحو الهند الهندوسية. حيث قام السلطان محمود الغزنوي بغزو الهند سنة 1000، واستمر في ذلك عدة سنوات. ولكن الدولة نفسها لم تتمكن من الاحتفاظ بسلطنتها بعد وفاة محمود سنة 1030. فقد استولى السلاجقة على الأراضي الغزنوية في إيران في 1040.
السلاجقة مثل الغزنويين هم فرس الأطباع ولكن أصولهم تركية، حيث غزوا إيران ببطء على مدار القرن الحادي عشر. وتعود أصولهم إلى اتحاد قبلي تركماني [الإنجليزية] في آسيا الوسطى وشكلت بداية القوة التركية في الشرق الأوسط. وأسسوا حكمًا مسلمًا سنيًا على أجزاء من آسيا الوسطى والشرق الأوسط من القرن الحادي عشر إلى القرن الرابع عشر. وكانت السلطنة السلجوقية الكبرى التي امتدت من الأناضول في الغرب إلى غرب أفغانستان في الشرق والحدود الغربية للصين (الحالية) في الشمال الشرقي هو هدف للحملة الصليبية الأولى. ويُنظر إليهم اليوم على أنهم أسلاف ثقافيون للأتراك الغربيين، وسكان تركيا وتركمانستان الحاليتين، ويُذكرون بأنهم رعاة عظماء للثقافة والفنون والأدب واللغة الفارسية.

السلطنة السلجوقية في أقصى امتداد لها عند وفاة السلطان ملك شاه.

قام مؤسس السلالة طغرل بك بتحويل جيشه ضد الغزنويين في خراسان. فانتقل جنوبا ثم غربا، كان ينتصر ولكن لم يدمر المدن في طريقه. وفي 1055 قدم الخليفة في بغداد لطغرل بك أثواب وهدايا ولقبه بملك الشرق. في عهد خليفته ملك شاه (1072-1092) تمتعت إيران بنهضة ثقافية وعلمية، وعزى إلى حد كبير إلى وزيره الإيراني اللامع نظام الملك. أنشأ هؤلاء القادة المرصد [الإنجليزية] حيث أجرى عمر الخيام الكثير من التجارب لتقويمه الجديد، وقاموا ببناء مدارس دينية في جميع المدن الكبرى. جلبوا أبو حامد الغزالي أحد أعظم العلماء الإسلاميين ومعه وعلماء بارزين آخرين إلى العاصمة السلجوقية في بغداد وشجعوا ودعموا عملهم.
عندما توفي ملك شاه سنة 1092 انقسمت السلطنة السلجوقية حيث تنازع أخوه مع أبناؤه الأربعة حول تقسيم السلطنة فيما بينهم. ففي الأناضول حكم قلج أرسلان الأول مؤسسًا سلطنة الروم، وفي الشام أخوه تتش الأول، وخلفه في بلاد فارس ابنه محمود الأول الذي تنازع على حكمه إخوته الثلاثة الآخرون بركياروق في العراق، ومحمد الأول في بغداد وأحمد سنجر في خراسان. مع ضعف قوة السلاجقة في إيران بدأت السلالات الأخرى تتصاعد مكانتها، ومنها استعادة الخلافة العباسية وبروز خوارزميون. وكان شاهات خوارزم سلالة فارسية مسلمة سنية من أصل تركي شرقي حكمت آسيا الوسطى. كانوا في الأصل تابعين للسلاجقة، إلا أنهم استغلوا تضعضعهم للتوسع في إيران. وفي 1194 هزم شاه خوارزم علاء الدين تكش السلطان السلجوقي طغرل الثالث في المعركة، فانهارت السلطنة السلجوقية في إيران. ولم يتبق من السلاجقة إلا سلطنة الروم في الأناضول.
وكان التهديد الداخلي الخطير للسلاجقة خلال فترة حكمهم من الإسماعيليين النزاريين، وهي طائفة سرية مقرها قلعة ألموت بين رشت وطهران. وسيطروا على المناطق المجاورة لأكثر من 150 عامًا وأرسلوا أتباعهم بشكل متقطع لتعزيز حكمهم من خلال قتل القادة المهمين.
وقامت مملكة جورجيا بقيادة الملكة تامار بغزو أجزاء من شمال غرب إيران في أوائل القرن الثالث عشر الميلادي.

### غزو المغول وحكمهم (1219–1370)

#### اكتساح المغول (1219–1221)

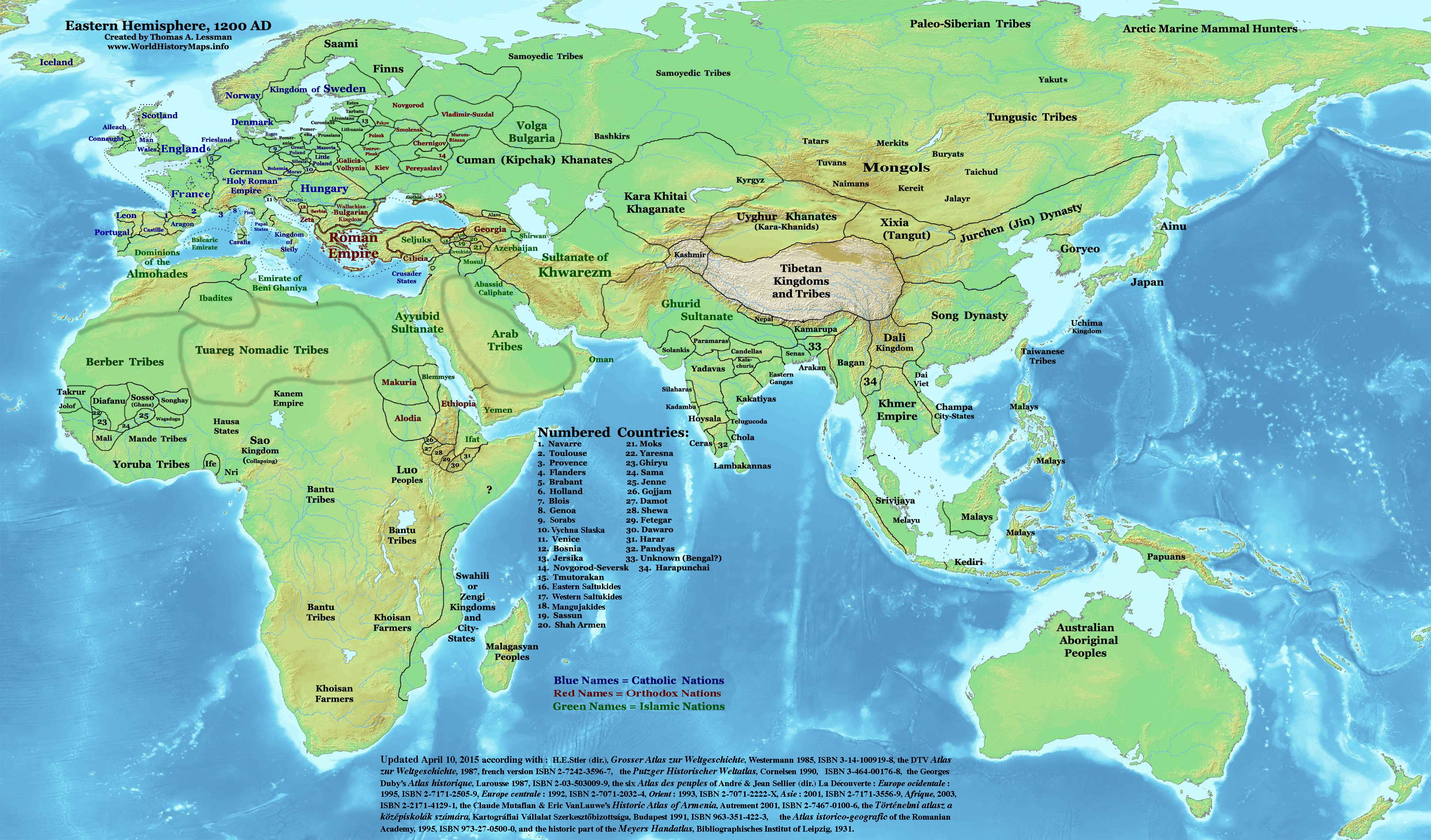
أوراسيا عشية الغزوات المغولية، سنة 1200

تمدد امبراطورية المغول

استمرت السلطنة الخوارزمية لبضعة عقود فقط، حتى ظهور المغول بعدما وحدهم جنكيز خان، وتحت حكمه توسعت إمبراطورية المغول بسرعة في عدة اتجاهات. وكانت خوارزم التي يحكمها علاء الدين محمد (1200-1220) تحدها جهة الغرب. وكان شاه خوارزم مثله مثل جنكيز خان يميل إلى توسيع أراضيه، وقد خضعت له معظم إيران. أعلن نفسه شاه وطالب باعتراف رسمي من الخليفة العباسي الناصر. عندما رفض الخليفة طلبه أعلن علاء الدين محمد أحد نبلاءه خليفة وحاول دون جدوى خلع الناصر.
بدأ الغزو المغولي لإيران سنة 1219 بعد ذبح بعثتين دبلوماسيتين إلى خوارزم أرسلهما جنكيز خان. فجرى خلال فترة 1220 - 1221 اكتساح بخارى وسمرقند وهرات وطوس ونيسابور، وذبح جميع السكان. هرب خوارزم شاه ليموت على جزيرة قبالة ساحل بحر قزوين. وأثناء غزوه بلاد ما وراء النهر في 1219 استخدم جنكيز خان وحدة المنجنيق الصينية المتخصصة في المعارك لمساعدة جيشه، واستخدمها مرة أخرى سنة 1220. واستعمل الصينيون المنجنيق لإلقاء قنابل البارود، لأنهم كانوا محترفين فيها في ذلك الوقت. وخدموا في جيش جنكيز خان عند غزوه بلاد ماوراء النهر وفارس، وشكلوا أفواج كاملة لإدارة القاء قنابل المنجنيق أثناء غزو إيران. وقال المؤرخون أن الغزو المغولي جلب أسلحة البارود الصينية إلى آسيا الوسطى. وأشهرها كان مدفع الهاون الصيني هوشونج. وصورت كتب التاريخ المعاصرة أسلحة البارود بأنها تشبه الموجودة في الصين.

#### تدمير المغول للبلاد
قبل وفاته سنة 1227 كان جنكيز قد وصل إلى غرب أذربيجان، ونهب وحرق المدن على طول الطريق.
كان الغزو المغولي كارثيًا للإيرانيين. على الرغم من أن الغزاة المغول تحولوا في النهاية إلى الإسلام وقبلوا ثقافة إيران، إلا أن تدميرهم للأراضي الإسلامية كان بمثابة تغيير كبير في اتجاه المنطقة. فقد خُربت حوالي ستة قرون من الدراسات الإسلامية والثقافة والبنية التحتية بعد قيام الغزاة بتدمير المدن وحرق المكتبات واستبدال المساجد بالمعابد البوذية.
قتل المغول العديد من المدنيين الإيرانيين. فتخريب أنظمة الري بالقنوات دمر نمط الاستيطان المستمر نسبيًا، مما أدى إلى ظهور العديد من مدن الواحات المعزولة وقد كانت نادرة في السابق.

#### الإلخانية (1256–1335)

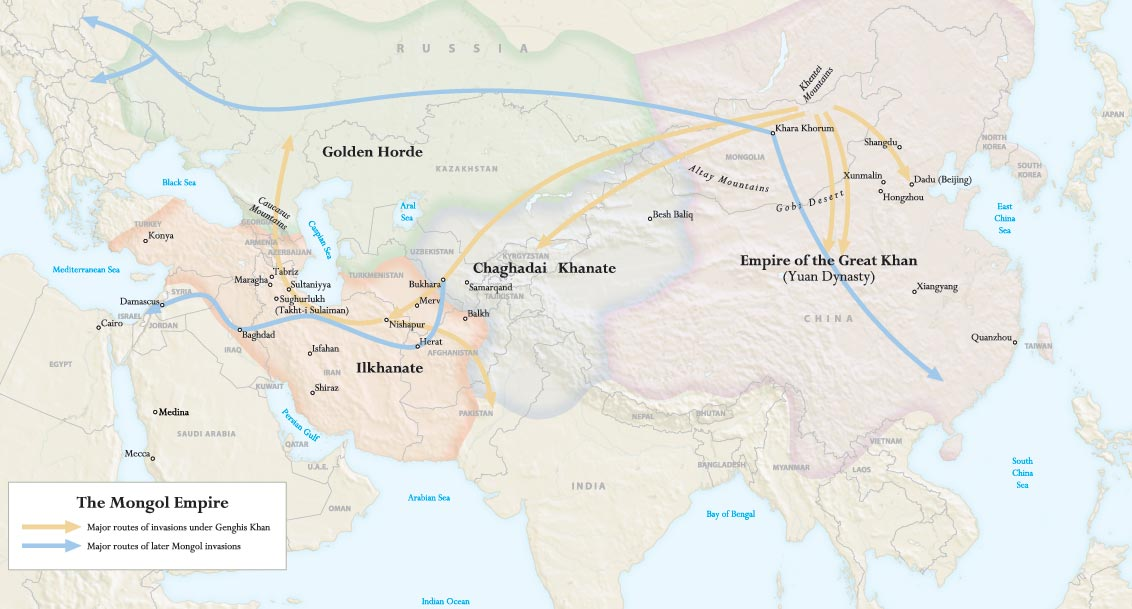
خانيات المغول التي اعقبت الإمبراطورية

حكم إيران بعد وفاة جنكيز خان العديد من القادة المغول. حتى تم تكليف حفيده هولاكو خان بتوسيع سيطرة المغول غربًا. ولك في الوقت الذي صعد فيه إلى السلطة كانت الإمبراطورية المغولية قد انحلت فعليا، وانقسمت إلى خانيات منفصلة. فأسس لنفسه مع جيشه عند وصوله المنطقة مملكة أسماها الإلخانية، منفصلا عن إمبراطورية المغول، وحكمت إيران زهاء الثمانين عامًا، ثم أصبحت فارسية بعدها.
استولى هولاكو خان على بغداد سنة 1258 وقتل الخليفة العباسي الأخير. فأوقف المماليك تقدمه غربًا في معركة عين جالوت في فلسطين سنة 1260. وأثارت حملات هولاكو ضد المسلمين غضب بركة خان زعيم القبيلة الذهبية الذي اعتنق الإسلام. وتقاتل هولاكو وبركة بعضهما البعض، مما دل على ضعف الإمبراطورية المغولية.
شهد حكم حفيد هولاكو غازان (1295-1304) تأسيس الإسلام باعتباره دين الدولة لإلخانية. جلب غازان ووزير إيران الشهير رشيد الدين لإيران نهضة اقتصادية جزئية وجيزة. فخفض المغول الضرائب على الحرفيين وشجعوا الزراعة وأعادوا بناء وتوسيع أعمال الري وحسّنوا سلامة طرق التجارة. نتيجة لذلك زادت التجارة بشكل كبير.
فمرت البضائع من الهند والصين وإيران بسهولة عبر السهوب الآسيوية، وقد أثرت تلك الاتصالات ثقافيًا في إيران. على سبيل المثال؛ طور الإيرانيون أسلوبًا جديدًا للرسم قائمًا على اندماج فريد لرسومات بلاد ما بين النهرين الصلبة ثنائية الأبعاد مع ضربات الفرشاة الخفيفة والزخارف الأخرى المميزة للصين.
بعد وفاة ابن شقيق غازان أبو سعيد في 1335 سقطت الإلخانية في حرب أهلية وانقسمت بين عدة سلالات صغيرة - أبرزها جلائريون وآل مظفر وسربداريون وآل كرت.
قتل الموت الأسود في منتصف القرن الرابع عشر حوالي 30٪ من سكان البلاد ومن بينهم آخر شاهات الإلخانية أبو سعيد.

#### السنة والشيعة في إيران ما قبل الصفويين

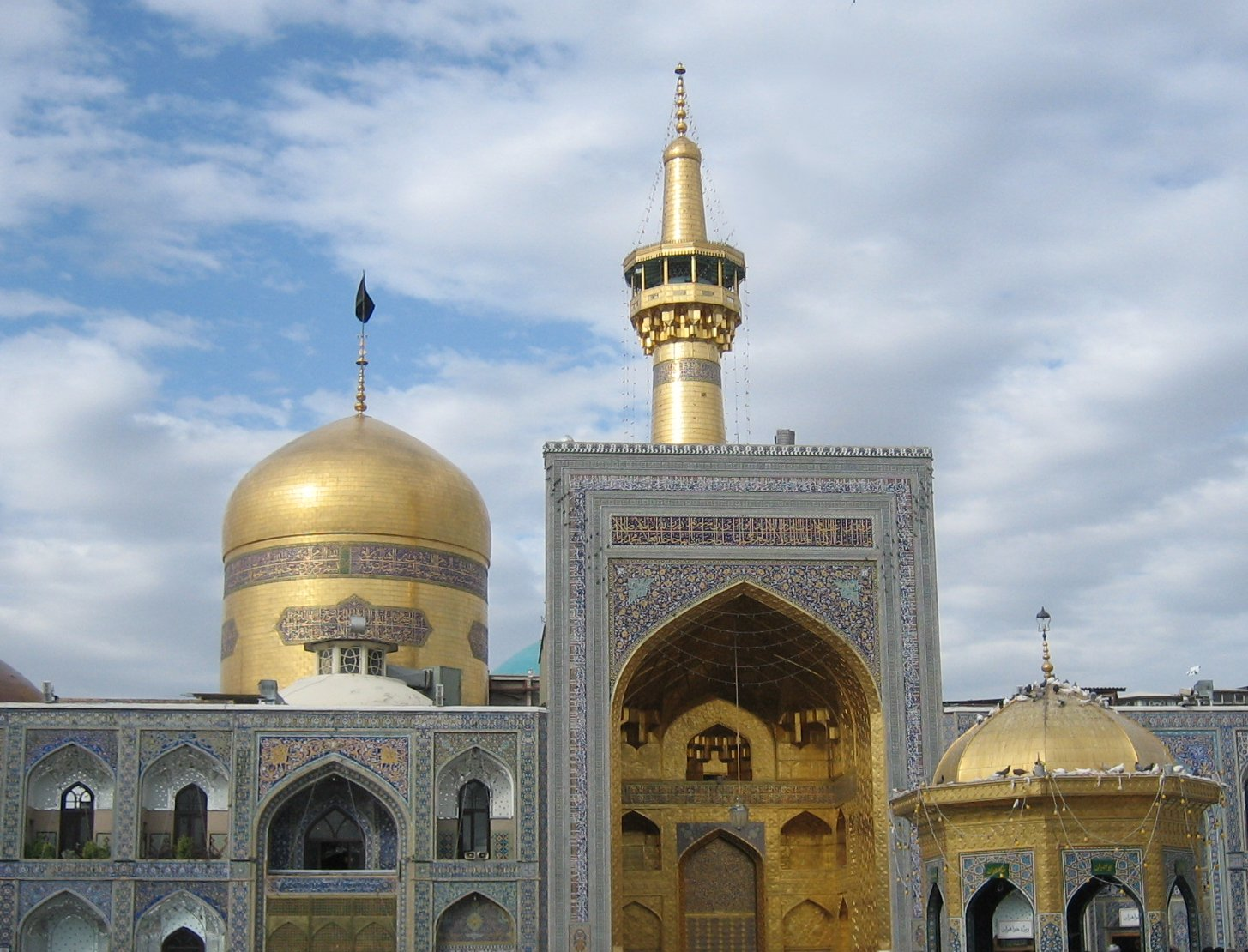
ضريح الإمام الرضا وهو الإمام الثامن للشيعة الإثني عشرية

قبل ظهور الدولة الصفوية كان المذهب السني هو السائد في إيران، فكان يمثل حوالي 90 ٪ من السكان في ذلك الوقت. وفقًا لمرتضى مطهري، ظل غالبية العلماء والجماهير الإيرانية من السنة حتى زمن الصفويين. ولكن هيمنة السنة لا تعني أن الشيعة بلا جذور في إيران. كان مؤلفو الكتب الشيعية إيرانيين، بالإضافة إلى العديد من علماء الشيعة الآخرين الكبار.
تميزت القرون التسعة الإسلامية الأولى من التاريخ الديني لإيران بهيمنة المذهب السني. وإن كان هناك بعض الاستثناءات لهذه الهيمنة العامة مثل ظهور الزيدية في طبرستان (انظر السلالات العلوية في شمال إيران) والبويهيين وبنو كاكوية، وحكم السلطان محمد خودابنده (حكم شوال 703 - شوال 716/) 1304-1316) وسربداريون.
بغض النظر عن تلك الهيمنة، فقد كان هناك ميول شيعية بين العديد من سنة تلك البلاد خلال القرون التسعة الأولى، وثانيًا انتشر التشيع الإمامي والزيدي في بعض ولايات إيران. وخلال تلك الفترة كانت الكوفة وبغداد تغذي مذهبهم في إيران، ثم انتقل ذلك لاحقا إلى النجف والحلة. وكان التشيع هو المهيمن في طبرستان وقم وكاشان وسبزوار (بيهق سابقا). في العديد من المناطق الأخرى اندمج السكان الشيعة والسنة معًا.
خلال القرنين العاشر والحادي عشر أرسل الفاطميون دعاة إسماعيليين إلى إيران بالإضافة إلى ولايات إسلامية أخرى. وعندما انقسم الإسماعيليون إلى طائفتين، أسس النزاريون قاعدتهم في إيران بقيادة حسن الصباح، الذي غزا الحصون واستولى على قلعة ألموت سنة 1090 م. استخدم النزاريون تلك القلعة حتى مجيء المغول في 1256.
فبعد الغزو المغولي وسقوط العباسيين، تعثر التسلسل الهرمي السني. فلم يخسروا الخلافة فحسب بل خسروا أيضًا قوة ومكانة المذهب الرسمية. فكانت خسارتهم مكسبا للشيعة الذين لم يكن مركزهم في إيران في ذلك الوقت. فأنشئت في تلك الفترة العديد من السلالات الشيعية المحلية مثل السربداريون.
ولكن التغيير الرئيسي حدث في بداية القرن السادس عشر، عندما أسس إسماعيل الأول السلالة الصفوية وشرع في سياسة دينية للاعتراف بالإسلام الشيعي دينًا رسميًا للدولة الصفوية، وحقيقة أن إيران الحديثة لا تزال رسميًا شيعية، وهي نتيجة مباشرة لتشريعات إسماعيل.

### الدولة التيمورية (1370–1507)

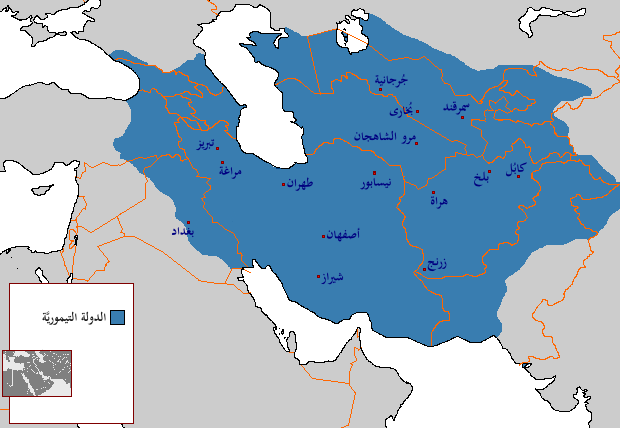
خريطة الدولة التيمورية.

ظلت إيران منقسمة حتى وصول تيمور وهو إيراني من المغول الأتراك وانتمي إلى السلالة التيمورية. ومثل سابقاتها كانت الدولة التيمورية جزءًا من التكوين الفارسي. وبعد إنشاء قاعدة قوية له في بلاد ماوراء النهر، غزا تيمور إيران سنة 1381 واستولى على معظمها في نهاية المطاف. وقد اشتهرت حملات تيمور بوحشيتها. فدمرت مدن وذبح أهاليها.
اتسم نظامه بالاستبداد وسفك الدماء، ولكن أيضًا بتضمينه للإيرانيين في الأدوار الإدارية وتعزيزه للعمارة والشعر. حافظ خلفاؤه التيموريون على سيطرتهم على معظم إيران حتى 1452 عندما فقدوا الجزء الأكبر منها لصالح تركمان قراقويونلو. ثم تعرض تركمان قراقويونلو للغزو على يد تركمان آق قويونلو بقيادة أوزون حسن سنة 1468 ؛ كان أوزون حسن وخلفاؤه سادة إيران حتى صعود الصفويين.
أصبحت شعبية الشاعر الصوفي حافظ راسخة في العصر التيموري الذي شهد تجميع ونسخ ديوانه على نطاق واسع. غالبًا ما كان الصوفيون يتعرضون للاضطهاد من قبل المسلمين المتشددين الذين اعتبروا تعاليمهم تجديفًا. طورت الصوفية لغة رمزية غنية بالاستعارات لإخفاء الإشارات الشعرية إلى التعاليم الفلسفية الاستفزازية. أخفى حافظ عقيدته الصوفية حتى عندما استخدم لغة الصوفية السرية (التي تطورت على مدى مئات السنين) في عمله، وفي بعض الأحيان يُنسب إليه الفضل في «إتقانها». وكذلك قلد عمله الجامي الذي نمت شعبيته لتنتشر عبر كامل بلاد فارس.

### قراقويونلو

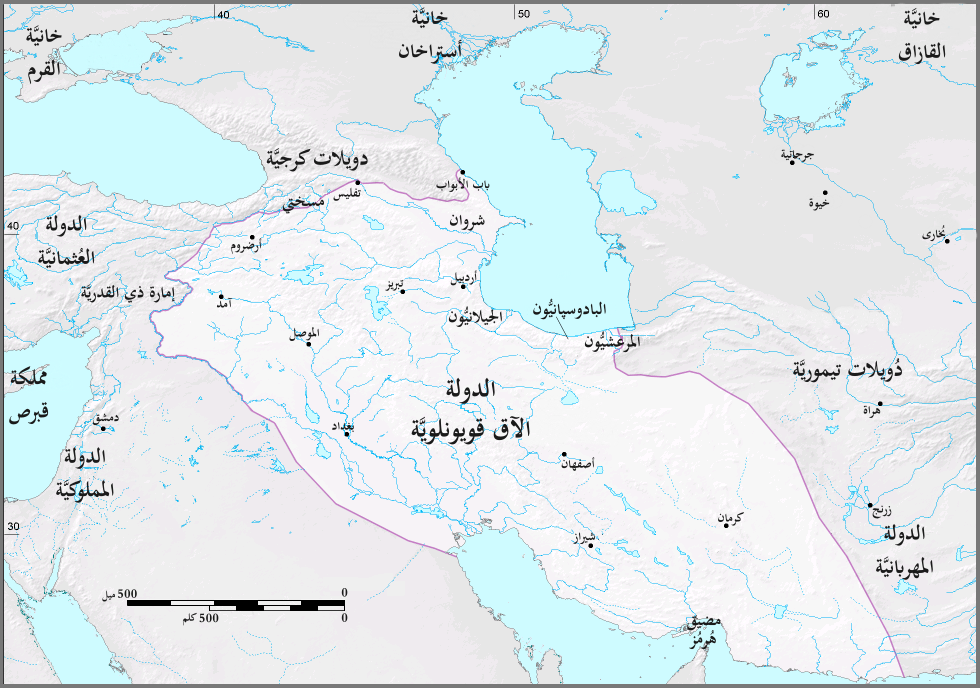
اتحاد آق قويونلو في أقصى امتداد له.

القراقويونلو هو اتحاد قبلي تركماني الأصل وحكم شمال غرب إيران والمناطق المحيطة بها من 1374 إلى 1468 م. وسعوا إلى مد سيطرتهم إلى بغداد، ولكن أدى الاقتتال الداخلي وهزائهم أمام التيموريين، وتمرد الأرمن رداً على اضطهادهم، والمعارك الفاشلة مع آق قويونلو إلى زوالهم في نهاية الأمر.

### آق قويونلو
كان اتحاد آق قويونلو هي تركماني الأصل وتزعمته قبيلة باياندور، وهو اتحاد قبلي للمسلمين السنة الذين حكموا معظم إيران وأجزاء كبيرة من المناطق المجاورة من 1378 إلى 1501 م. ظهرت آق قويونلو عندما منحهم تيمورلنك ديار بكر في تركيا الحالية. وبعدها دخلوا في صراع مع الأتراك الأوغوز قراقويونلو، فتمكنوا من هزيمتهم. ولكن أدى صراعهم مع السلالة الصفوية الناشئة إلى سقوطهم.

## العصر الحديث المبكر (1502–1925)
خضعت بلاد فارس لنهضة في ظل السلالة الصفوية (1502-1736)، وكان أبرز شخصية فيها هو الشاه عباس الأول. وعزا بعض المؤرخين الفضل إلى السلالة الصفوية لتأسيس الدولة القومية الإيرانية الحديثة. فالطابع الشيعي المعاصر لإيران، وأجزاء مهمة من حدود إيران الحالية أخذت أصلها من تلك الحقبة (على سبيل المثال معاهدة زهاب).

### الشاهنشاهية الصفوية (1501–1736)

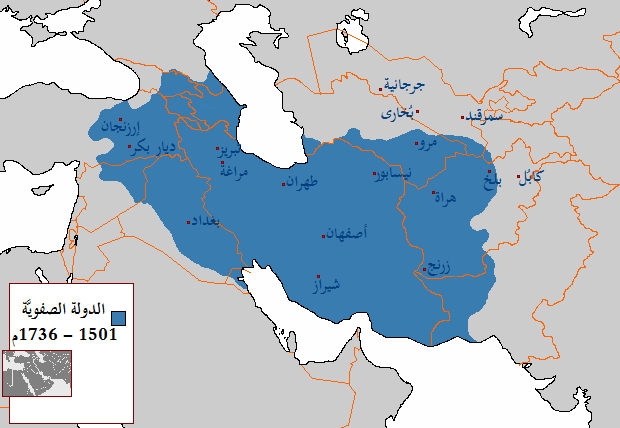
الشاهنشاهية الصفوية في أقصى امتداد لها

كانت السلالة الصفوية واحدة من أهم السلالات الحاكمة في بلاد فارس (إيران الحديثة)، وغالبًا ما اُعتبرت بداية تاريخ فارس الحديث. فهم حكموا إحدى أكبر الشاهنشاهيات الفارسية بعد الفتح الإسلامي لبلاد فارس وأسسوا المدرسة الإثنا عشرية للإسلام الشيعي ليكون الدين الرسمي لمملكتهم، فكانت أهم نقاط التحول في تاريخ المسلمين. وقد حكموا من 1501 إلى 1722 (شهدوا استعادة حكم وجيزة من 1729 إلى 1736). وفي أوجهم سيطروا على كل من إيران وأذربيجان وأرمينيا الحديثة ومعظم جورجيا وشمال القوقاز والعراق والكويت وأفغانستان، وكذلك أجزاء من تركيا وسوريا وباكستان وتركمانستان وأوزبكستان. وعدت بأنها إحدى «إمبراطوريات البارود» الإسلامية إلى جانب جيرانها وهم: عدوها اللدود والرئيسي الدولة العثمانية وسلطنة مغول الهند.
تأسست الأسرة الصفوية الحاكمة على يد إسماعيل الأول، الذي نصب نفسه شاهًا. وكان مبجلا من أتباعه القزلباش، قد غزا شروان للانتقام لمقتل والده الشيخ حيدر الذي قُتل أثناء حصاره لدربنت في داغستان. بعد ذلك اتجه في حملة لحصار تبريز في يوليو 1501، وبعد الاستيلاء عليها نصب نفسه شاهًا لفارس، وسك العملات المعدنية بذلك الاسم، وأعلن التشيع ليكون الدين الرسمي لمناطق حكمه.
في البداية حكموا أذربيجان وجنوب داغستان فقط، إلا أنهم تمكنوا من الانتصار في الصراع الدائر على الهيمنة على بلاد فارس لما يقرب من قرن بين مختلف السلالات والقوى السياسية في أعقاب تفكك قراقويونلو وآق قويونلو. بعد عام من الاستيلاء على تبريز، غزا بلاد فارس ووحدها تحت حكمه. وبعدها بوقت قصير غزت الشاهنشاهية الجديدة المناطق والأمم والشعوب المحيطة بها، التي تشمل أرمينيا وأذربيجان وأجزاء من جورجيا والعراق والكويت وسوريا وداغستان وأجزاء كبيرة مما يعرف الآن بأفغانستان وأجزاء من تركمانستان، وأجزاء كبيرة من الأناضول، مما وضع الأساس لطابعها المتعدد الأعراق الذي أثر بشكل كبير على الدولة نفسها (وعلى الأخص القوقاز وشعوبها).

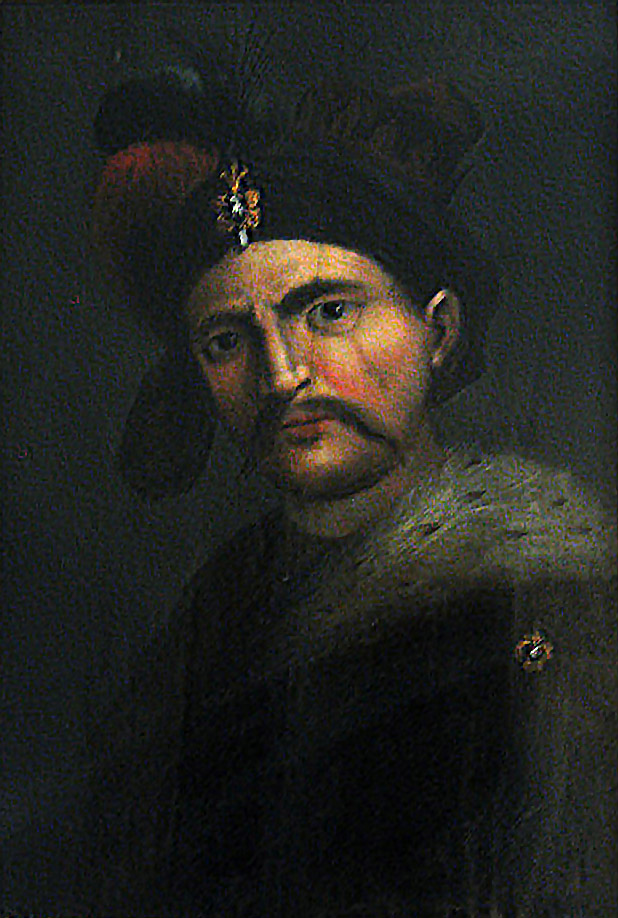
الشاه عباس الأول

قام طهماسب الأول ابن وخليفة إسماعيل الأول بعدة غزوات في القوقاز والتي ضمت إلى مملكته أيام شاه إسماعيل الأول واستمرت لعدة قرون بعدها، فبدأ بترحيل ونقل مئات الآلاف من الشركس والجورجيين والأرمن إلى داخل إيران. حيث وضعهم في البدابة ليكونوا حرس الحريم الملكي والحرس الملكي وأقسام ثانوية أخرى من الدولة، اعتقد طهماسب أنه بإمكانه تقليص قوة القزلباش، من خلال إنشاء طبقة جديدة ودمجها بالكامل في المجتمع الإيراني. وكما ذكرت الموسوعة الإيرانية فإن المشكلة عند طهماسب تدور حول النخبة القبلية العسكرية للشاهنشاهية وهم القزلباش، الذين اعتقدوا أن القرب المادي من أحد أفراد العائلة الصفوية المباشرة والسيطرة عليها يضمن المزايا الروحية والثروة السياسية والتقدم المادي. ومع ظهور الطبقة القوقازية الجديدة في المجتمع الإيراني، فإن قوة القزلباش المهيمنة (وعملهم يشبه كثيرًا الغازي عند السلطنة العثمانية المجاورة) سيتم التشكيك بها وستتضاءل تمامًا حيث سيصبح المجتمع تحت حكم الجدارة.
قام الشاه عباس الأول وخلفاؤه بتوسيع هذه السياسة والخطة التي بدأها طهماسب بقوة، حيث قام خلال فترة حكمه بترحيل حوالي 200,000 جورجي و 300,000 أرمني و 100,000-150,000 شركسي إلى إيران، مكملاً بذلك تأسيس طبقة جديدة في المجتمع الإيراني. وبذلك ومع خلق فوضى ممنهجة بالكامل للقزلباش بأوامره الشخصية، نجح في النهاية باستبدال قوتهم بسلطة الغلمان القوقازية. فكانت تلك العناصر الجديدة تعتمد دائمًا بعد تحولها إلى التشيع على وظيفة معينة على عكس القزلباش التي كانت موالية بالكامل للشاه فقط. تم نشر الأفواج الأخرى من القوقازيين في جميع الوظائف والمناصب الممكنة الأخرى المتاحة في الدولة، مثل حرس الحريم والعسكريين النظاميين والحرفيين والمزارعين وما إلى ذلك. ظل نظام الاستخدام الجماعي للرعايا القوقازيين موجودًا حتى سقوط دولة القاجار.

خسرو (ومعروف أيضا باسم رستم خان)، نائب الملك في كارتلي، شرقي جورجيا، من 1633 إلى 1658

وصل أعظم الملوك الصفويين الشاه عباس الأول إلى السلطة سنة 1587 عن عمر يناهز 16 عامًا. فحارب الأوزبك أولاً، واستعاد هرات ومشهد في 1598 والتي فقدها سلفه محمد خدا بنده في الحرب العثمانية الصفوية (1578-1590). ثم انقلب على العثمانيين أعداءه التقليديين، واستعاد بغداد وشرق العراق ومقاطعات القوقاز وما وراءها بحلول سنة 1618. وفي سنوات 1616-1618 قام الشاه عباس بحملة عقابية بعد عصيان الأمراء الجورجيين الأكثر ولاءً تيموراز الأول ولورساب الثاني في جورجيا، فدمر كاخيتي وتبليسي ونقل مابين 130,000 - 200,000 أسير جورجي إلى الآراضي الصفوية. فتحسن أداء جيشه الجديد مع ظهور روبرت شيرلي وإخوانه في أعقاب البعثة الدبلوماسية الأولى إلى أوروبا، كان أول انتصار ساحق للصفويين على العثمانيين في حرب 1603-1618. فتفوق على العثمانيين في القوة العسكرية. كما استخدم قوته الجديدة لطرد البرتغاليين من البحرين (1602) واستولى على هرمز بمساعدة البحرية البريطانية في الخليج العربي.
وسّع الشاه عباس علاقاته التجارية مع شركة الهند الشرقية الهولندية وأقام روابط قوية مع الأسر الملكية الأوروبية، والتي بدأها قبله إسماعيل الأول في تحالف هابسبورغ-صفوي. وهكذا كسر عباس الأول اعتماده الوحيد على القزلباش من أجل القوة العسكرية وبالتالي أضحى قادرًا على السيطرة المركزية. كانت السلالة الصفوية قد رسخت نفسها بالفعل في عهد الشاه إسماعيل الأول، ولكن في عهد عباس الأول أصبحت حقًا قوة كبرى في العالم جنبًا إلى جنب مع خصمها اللدود الدولة العثمانية، وأصبحت قادرة على التنافس معها على قدم المساواة. كما بدأت في الترويج للسياحة في إيران. في ظل حكمهم ازدهرت العمارة الفارسية مرة أخرى وشهدت العديد من المعالم الجديدة في مختلف المدن الإيرانية، ومن أبرزها أصفهان.
باستثناء الشاه عباس الكبير والشاه إسماعيل الأول والشاه طهماسب الأول والشاه عباس الثاني فقد كان العديد من الحكام الصفويين غير فعالين، وغالبًا ما كانوا كثيري الاهتمام بالنساء والكحول والأنشطة الترفيهية الأخرى. كانت نهاية عهد عباس الثاني سنة 1666 بمثابة بداية نهاية السلالة الصفوية. على الرغم من انخفاض الإيرادات والتهديدات العسكرية، كان لدى العديد من الشاهات اللاحقين أنماط حياة مترفة. كان شاه سلطان حسين (1694-1722) على وجه الخصوص معروفًا بحبه للنبيذ وعدم اهتمامه بالحكم.
بدأت تلك الدولة المتدهورة تتعرض وباستمرار للهجوم على حدودها. أخيرًا بدأ زعيم الغلزائي البشتون مير ويس خان تمردًا في قندهار وهزم جيش حاكم المنطقة الصفوي الجورجي الأصل جورجين خان. وفي 1722 شن بطرس الأكبر قيصر الإمبراطورية الروسية المجاورة الحرب الروسية الفارسية (1722-1723)، واستولى على العديد من أراضي إيران القوقازية مثل دربند وشاكي وباكو، وكذلك جيلان ومازاندران وأستراباد. ففي خضم تلك الفوضى سار جيش أفغاني في نفس العام من سنة 1722 بقيادة محمود شاه نجل مير ويس محمود من شرق إيران وحاصر أصفهان واستولى عليها، ثم نصب نفسه «شاه» بلاد فارس. في غضون ذلك استغل الخصوم من العثمانيون والروس الفوضى في البلاد للاستيلاء على المزيد من الأراضي لأنفسهم. بهذه الأحداث انتهت السلالة الصفوية فعليًا. وفي 1724 حسب معاهدة القسطنطينية اتفق العثمانيون والروس فيما بينهم على تقسيم الأراضي التي احتلوها في إيران.

### نادر شاه ومن بعده

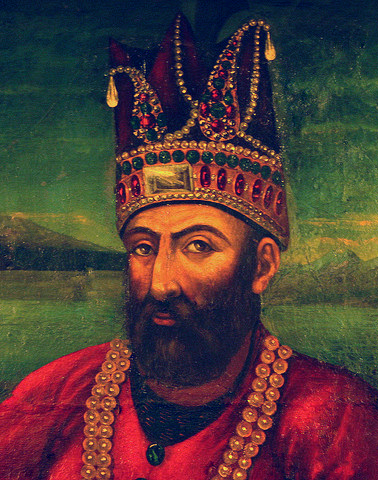
نادر شاه

قام أمير الحرب التركي الأفشاري خراساني الأصل نادر شاه باستعادة وحدة أراضي إيران. فهزم الأفغان وطردهم، ثم هزم العثمانيين وأعاد الصفويين إلى العرش، وتفاوض على انسحاب روسيا من أراضي إيران القوقازية في معاهدة رشت ومعاهدة غنجة. بحلول 1736 أصبح نادر قوياً لدرجة أنه تمكن من خلع الصفويين وتوّج نفسه شاهاً. ولإيجاد الدعم المادي في حروبه ضد العثمانيين، ركز أنظاره شرقا نحو سلطنة مغول الهند الضعيفة ولكنها غنية. فغزاها في 1739 ومعه الموالين القوقاز المخلصين له مثل إريكلي الثاني، فهزم جيش المغول المتفوق عدديًا في أقل من ثلاث ساعات، فاستباح ونهب دلهي بالكامل، وعاد إلى فارس ومعه ثروة هائلة. في طريق عودته غزا جميع الخانيات الأوزبكية - باستثناء خوقند - وجعل الأوزبك تابعين له. كما أعاد بقوة الحكم الفارسي على كامل القوقاز والبحرين، وكذلك أجزاء كبيرة من الأناضول والعراق. لم يهزم لسنوات، ولكن هزيمته في داغستان بعد قيام القوقاز اللزجين بحرب عصابات ضده، ومحاولة اغتياله بالقرب من مازندران اعتبرت نقطة تحول في مسيرة نادر العسكرية. فلم يتمكن بجيشه التقليدي من إحراز تقدم يذكر في حملته ضد الداغستانيون [الإنجليزية]. وهُزم جيشه هزيمة ساحقة وخسر نصف قوته في معركتي الأندلال [الإنجليزية] وأفاريا، مما أجبره على الفرار إلى الجبال. على الرغم من أنه تمكن من الاستيلاء على معظم داغستان خلال حملته، إلا أن حرب العصابات الفعالة التي قام بها اللزجين، وأيضًا تحالف الآفار واللاك [الإنجليزية] جعلت من الوجود الإيراني في منطقة شمال القوقاز هذه المرة قصيرًا جدا؛ فقد اضطر نادر إلى الانسحاب بعد بضعة سنوات. وفي ذات الوقت تقريباً جرت محاولة لاغتياله بالقرب من مازندران مما سرّع من مجرى الأحداث. فبدأ به المرض والإصابة بجنون العظمة ببطء، فقام بفقأ أعين أبنائه الذين اشتبه في قيامهم بمحاولات اغتياله، وأظهر قسوة متزايدة ضد رعاياه وضباطه. مما أثار ضده ثورات متعددة في سنواته الأخيرة، حتى أغتيل في سنة 1747.
أعقب مقتل نادر شاه فترة من الفوضى في إيران حيث تقاتل قادة الجيش المنافسون من أجل السلطة. وسرعان ماتحول حكم أسرة نادر الأفشارية إلى نطاق صغير في خراسان. وانفصلت أراضي القوقاز إلى خانات قوقازية مختلفة. واستعاد العثمانيون الأراضيهم في الأناضول والعراق. استعادت عمان وخانات بخارى وخيوة الأوزبكية استقلالها. وأسس أحمد شاه الدراني أحد ضباط نادر شاه دولة أفغانستان مستقلة. أما إريكلي الثاني وتيموراز الثاني اللذان نصبهما نادر شاه في 1744 ملوك كاخيتي وكارتلي على التوالي لخدمتهم المخلصة، فقد استفادا من حالة عدم الاستقرار، وأعلنا استقلالهما الفعلي. تولى إريكلي الثاني السيطرة على كارتلي بعد وفاة تيموراز الثاني فوحد المملكتين بمملكة كارتلي-كاخيتي، ليصبح أول حاكم جورجي خلال ثلاثة قرون يترأس شرق جورجيا الموحدة سياسياً، وبسبب التحول المحموم للأحداث في البر الرئيسي لإيران تمكن كريم خان زند من البقاء مستقلاً من عاصمته شيراز، حكم كريم خان الزندي بهدوء وسلام نسبيين في فترة دموية ومدمرة، ومع ذلك اقتصر حدود الدولة الزندية على إيران المعاصرة وأجزاء من القوقاز. وأدت وفاة كريم خان في 1779 إلى حرب أهلية أخرى انتصرت فيها سلالة قاجار في النهاية وأصبحوا ملوك إيران. خلال الحرب الأهلية خسرت إيران البصرة سنة 1779 لصالح العثمانيين الذين استولوا عليها أثناء الحرب العثمانية الزندية (1775-1776)، والبحرين لعائلة آل خليفة بعد غزو بني عتبة في 1783.

### شاهنشاهية قاجار (1796–1925)

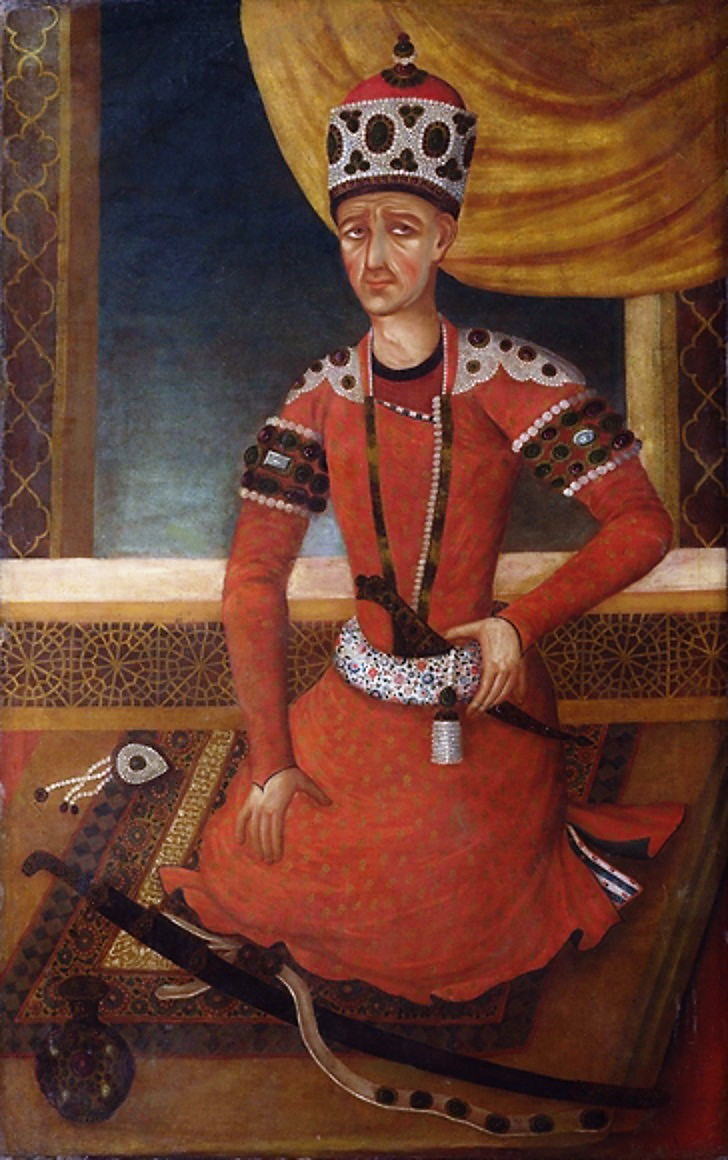
محمد خان القاجاري سنة 1820.
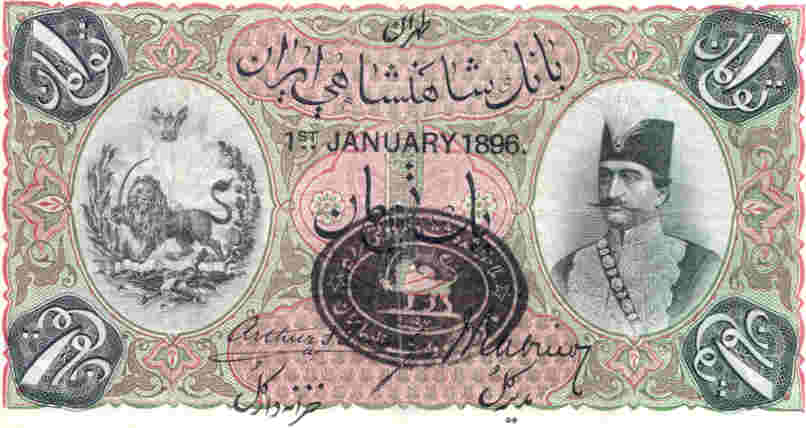
ورقة نقدية لحقبة القاجار وعليها صورة ناصر الدين شاه قاجار.
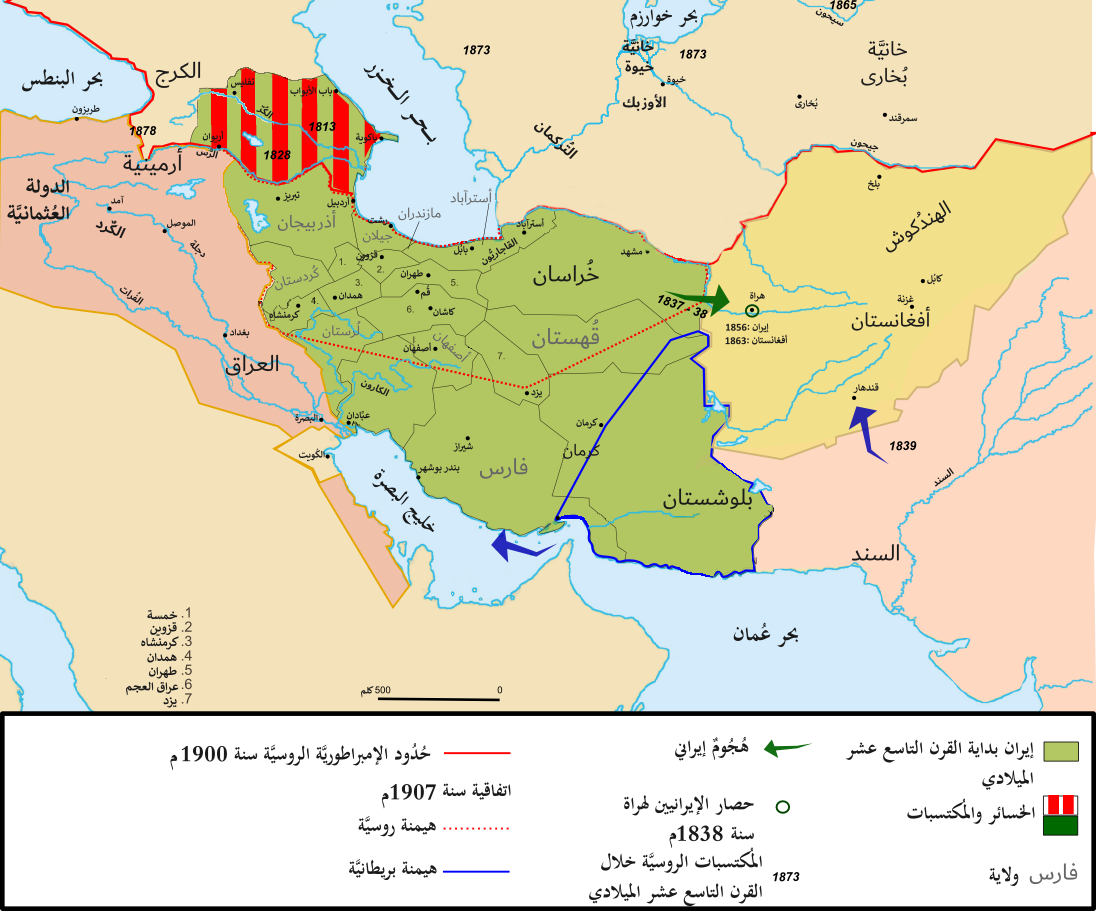
خريطة لإيران في حقبة سلالة قاجار في القرن التاسع عشر.
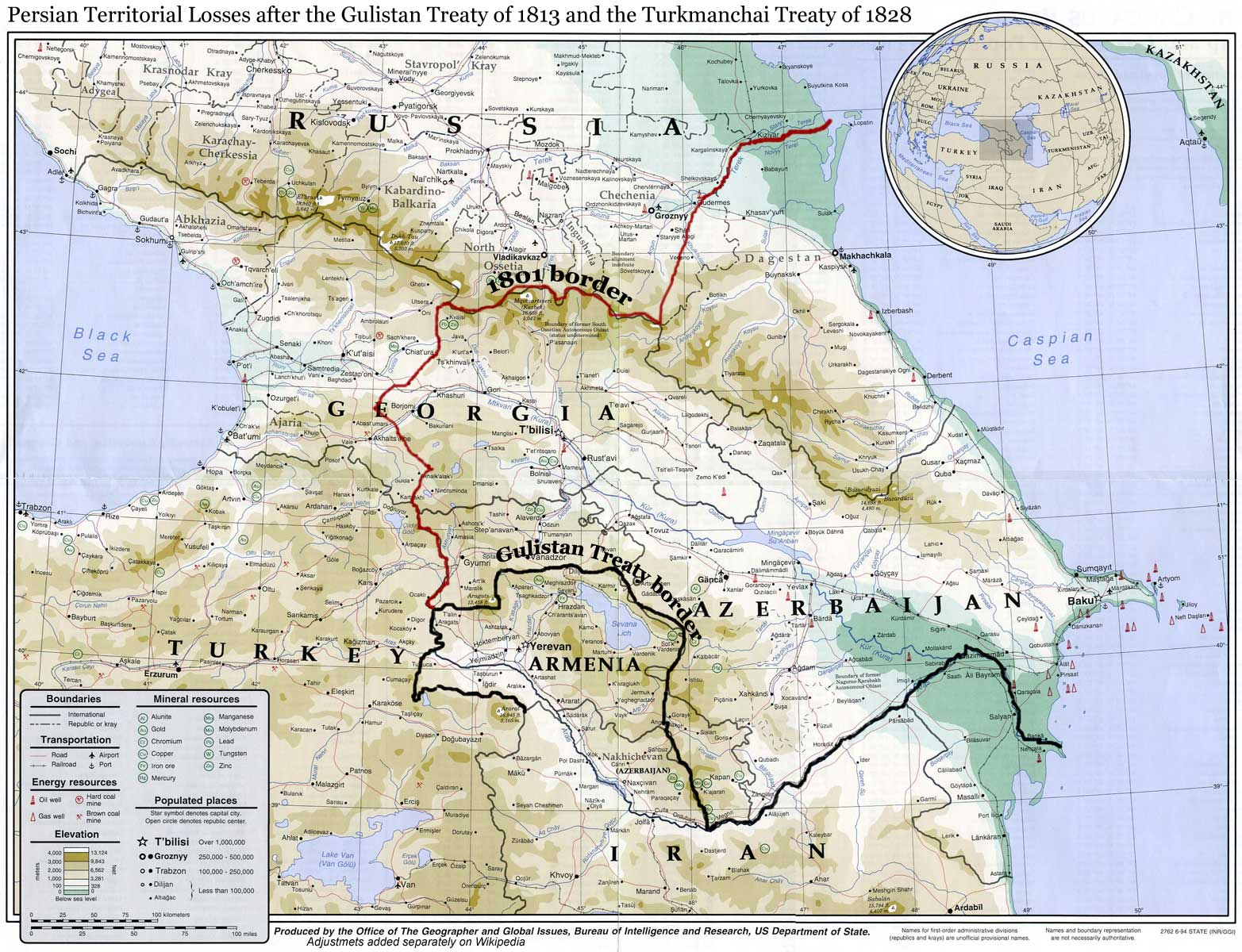
خريطة الحدود الشمالية الغربية لإيران في القرن 19، وتضم شرق جورجيا وداغستان وأرمينيا وأذربيجان قبل التنازل عنها للإمبراطورية الروسية المجاورة بعد الحرب الإيرانية الروسية.

خرج آغا محمد خان منتصرًا من الحرب الأهلية التي اندلعت بوفاة آخر ملوك الزند. تميز عهده بإعادة ظهور إيران بقيادة مركزية وموحدة. فبعد وفاة نادر شاه حتى آخر شاهات الزند، انقسمت معظم أراضي إيران القوقازية إلى خانيات قوقازية مستقلة. فكما كان الشاهات الصفويين ونادر شاه من قبله ينظرون إليها على أنها جزء لايتجزأ من الأراضي الإيرانية. لذلك كان هدف آغا محمد خان الأول بعد توحيد بلاد فارس هو استعادة منطقة القوقاز. فكان ينظر إلى جورجيا على أنها واحدة من أكثر المناطق ارتباطا بفارس. فإعادة إخضاعها وإدماجها في الدولة الإيرانية هي جزء من ذات العملية التي وضع فيها شيراز وأصفهان وتبريز تحت حكمه. كما جاء في تاريخ كامبريدج لإيران كان انفصالها الدائم غير قابل للتصور وكان لا بد من مقاومته بنفس الطريقة التي يقاوم بها المرء محاولة فصل فارس أو جيلان. لذلك كان من الطبيعي أن يقوم آغا محمد خان بأي وسيلة ضرورية من أجل إخضاع واستعادة المناطق القوقازية التي فقدت بعد وفاة نادر شاه وزوال الزند، بما في ذلك إخماد ما كان يُنظر إليه في نظر إيران على أنه خيانة من والي جورجيا، أي الملك الجورجي إريكلي الثاني (هرقل الثاني) الذي عينه نادر شاه نائبًا لجورجيا.
طالب آغا محمد خان فيما بعد هرقل الثاني بالتخلي عن معاهدة 1783 مع روسيا والخضوع مرة أخرى للحكم الفارسي مقابل السلام وأمن مملكته. فقد اعترف العثمانيون بحقوق بلاد فارس على كارتلي وكاخيتي لأول مرة منذ أربعة قرون. فناشد هرقل من حاميته الإمبراطورة كاثرين الثانية، متوسلا منها ب 3000 جندي روسي، ولكنها تجاهلته تاركة جورجيا تواجه التهديد الفارسي وحدها. ومع ذلك استمر هرقل الثاني رافضا إنذار آغا محمد خان. فرد عليه باجتياز منطقة القوقاز بعد عبوره نهر أراس، واستعاد إثناء طريقه إلى جورجيا خانيات إيروان وشيروان ونخجوان وكنجه ودربند وباكو وتالش وشكي وقره باغ، التي هي جزء من أرمينيا وأذربيجان وداغستان واغدير التركية. فوصل إلى جورجيا بجيشه الضخم، وانتصر في معركة كرتسانيسي التي انتهت بالاستيلاء على تبليسي ونهبها، فضلاً عن استعادة الحكم الفعلي على جورجيا. وعاد من حملته ومعه حوالي 15,000 أسير جورجي تم ترحيلهم إلى إلى فارس، توج آغا محمد رسميًا شاهًا سنة 1796 في سهل موغان مثل سلفه نادر شاه قبل حوالي ستين عامًا.
اغتيل آغا محمد شاه أثناء تحضيره لحملة ثانية ضد جورجيا في 1797 في شوشا (هي الآن جزء من جمهورية أذربيجان) وتوفي بعده الملك المخضرم هرقل أوائل 1798. ولم يدم إعادة فرض الهيمنة الفارسية على جورجيا طويلاً؛ في سنة 1799 سار الروس إلى تبليسي. فقد كان همهم هي سياسة التوسع تجاه الدول المحيطة بهم في الجنوب، أي الدولة العثمانية والممالك الإيرانية المتعاقبة منذ أواخر القرن السابع عشر / أوائل القرن الثامن عشر. كان العامان التاليان بعد دخول روسيا إلى تبليسي فترة من الارتباك، واستوعبت روسيا بسهولة المملكة الجورجية الضعيفة والمدمرة، وعاصمتها المدمر نصفها في 1801. نظرًا لأن إيران لم تستطع السماح بالتنازل عن جنوب القوقاز وداغستان، اللتان كانتا جزءًا لا يتجزأ من بلاد فارس لعدة قرون، فقد أدى ذلك مباشرة إلى حروب لعدة سنوات لاحقة، وبالتحديد الحروب الروسية الفارسية في سنوات 1804-1813 و1826-1828. أثبتت نتيجة هاتين الحربين (في معاهدتي كلستان وتركمانجاي على التوالي) على التنازل القسري الذي لا رجعة فيه وخسارة المنطقة الواقعة إلى الشمال من نهر أراس، وهي شرق جورجيا وداغستان وأرمينيا وأذربيجان لصالح الإمبراطورية الروسية.

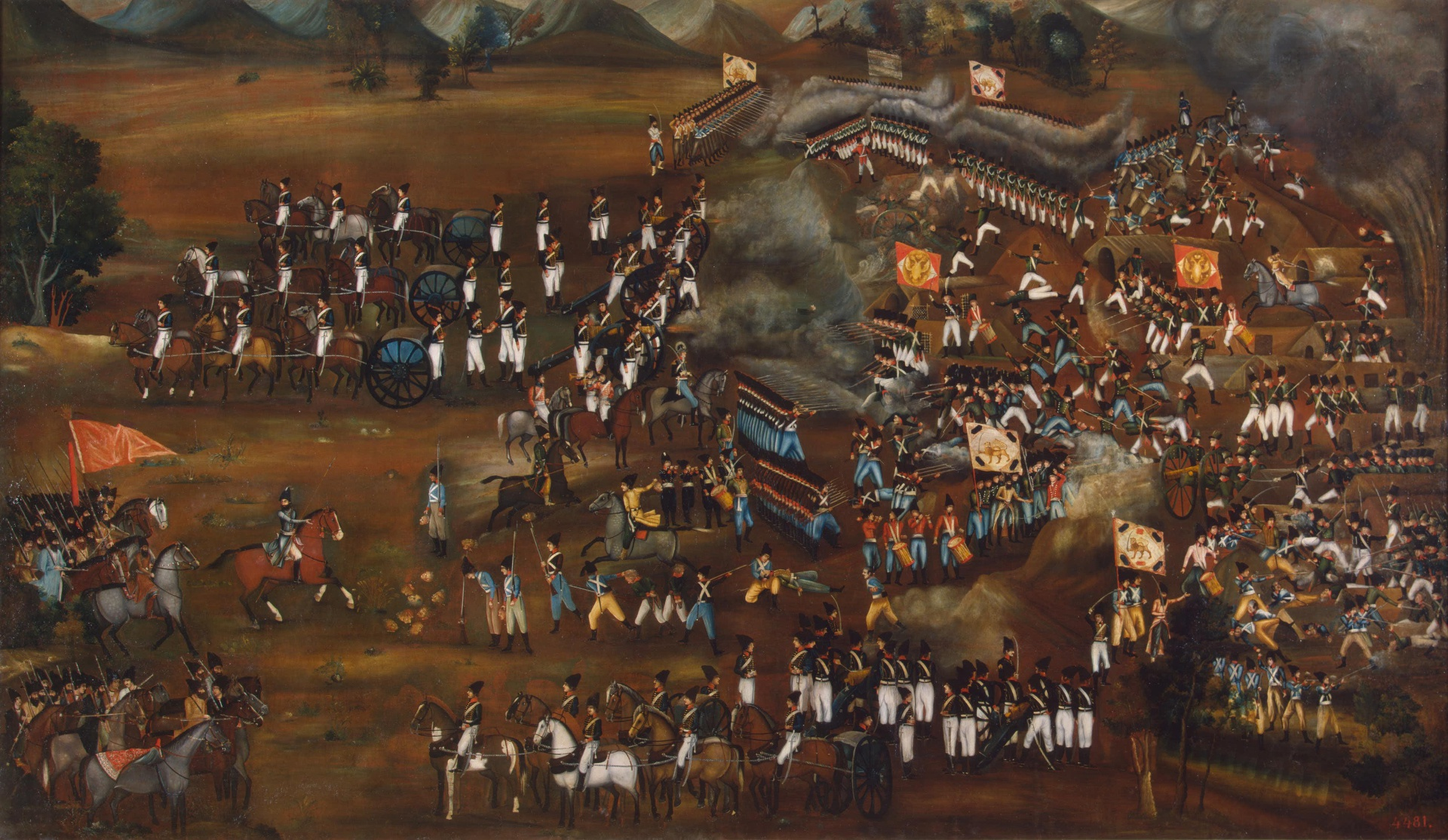
لوحة لمعركة سلطان أباد 13 فبراير 1812. متحف هيرميتاج الحكومي.
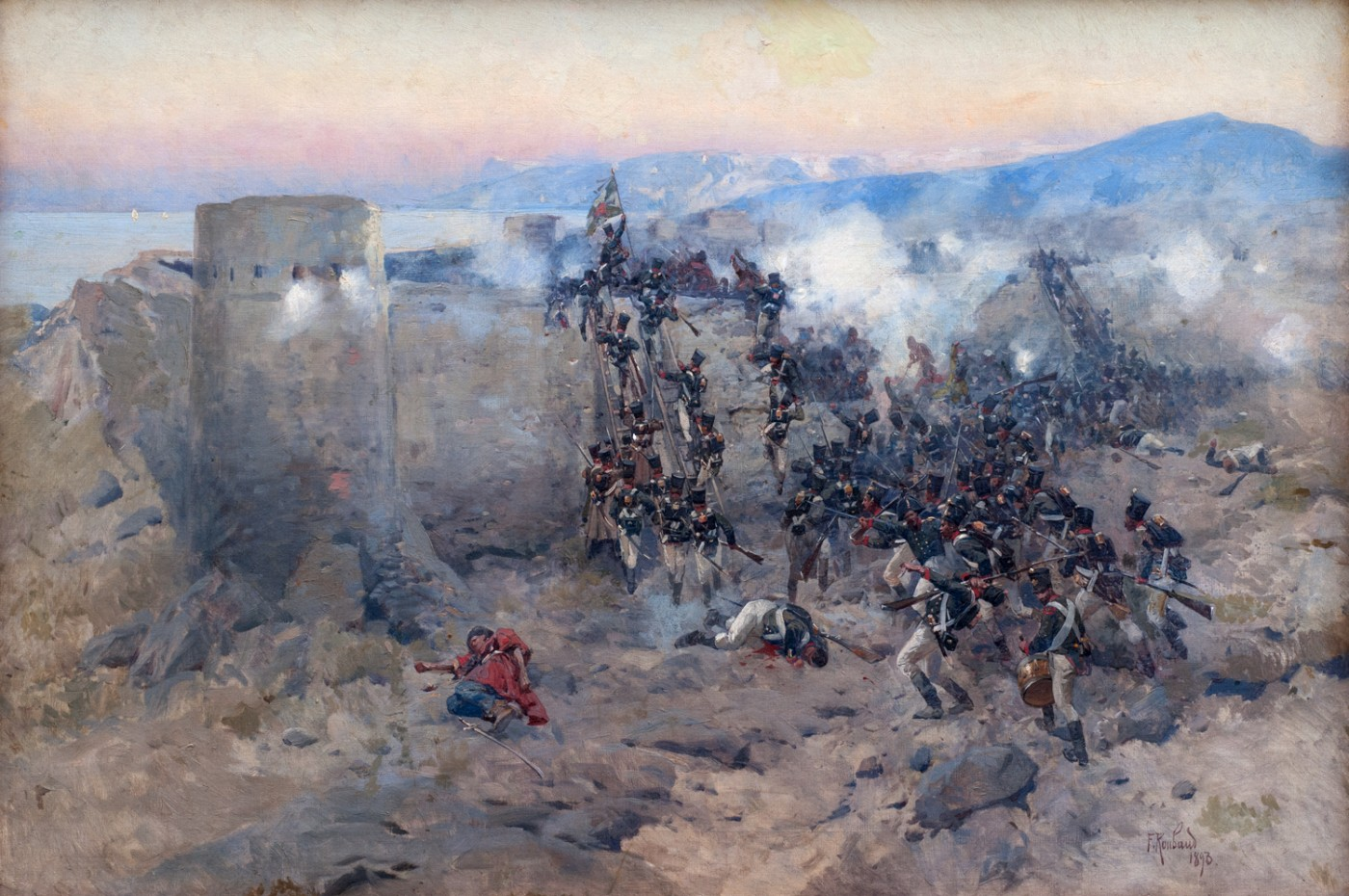
اقتحام لنكران 1812. رسم فرانز روبو.
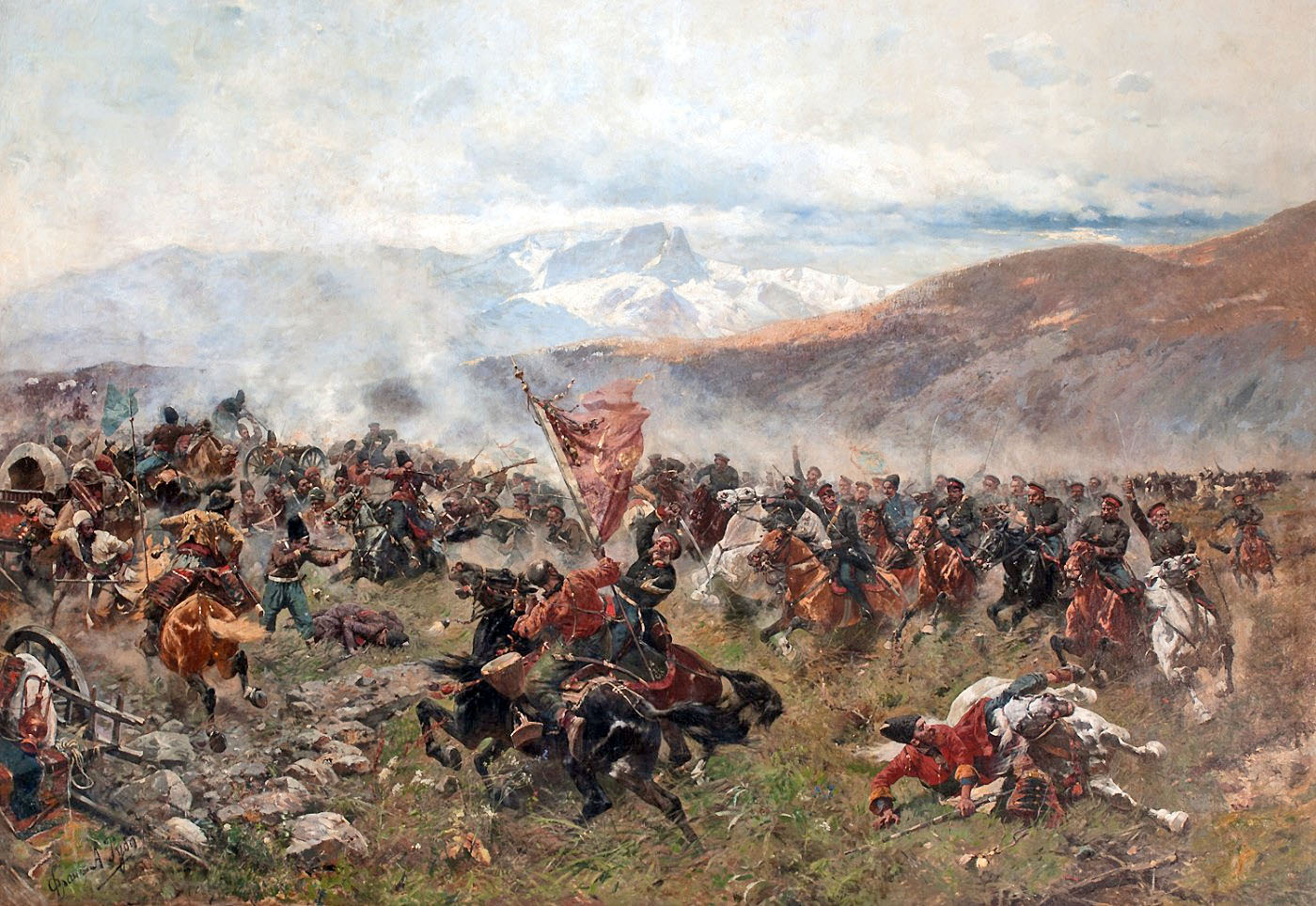
معركة اليزابيثبول (غنجة) 1828. فرانز روبو. وهي في متحف التاريخ في باكو.

### تهجير مسلمي القوقاز

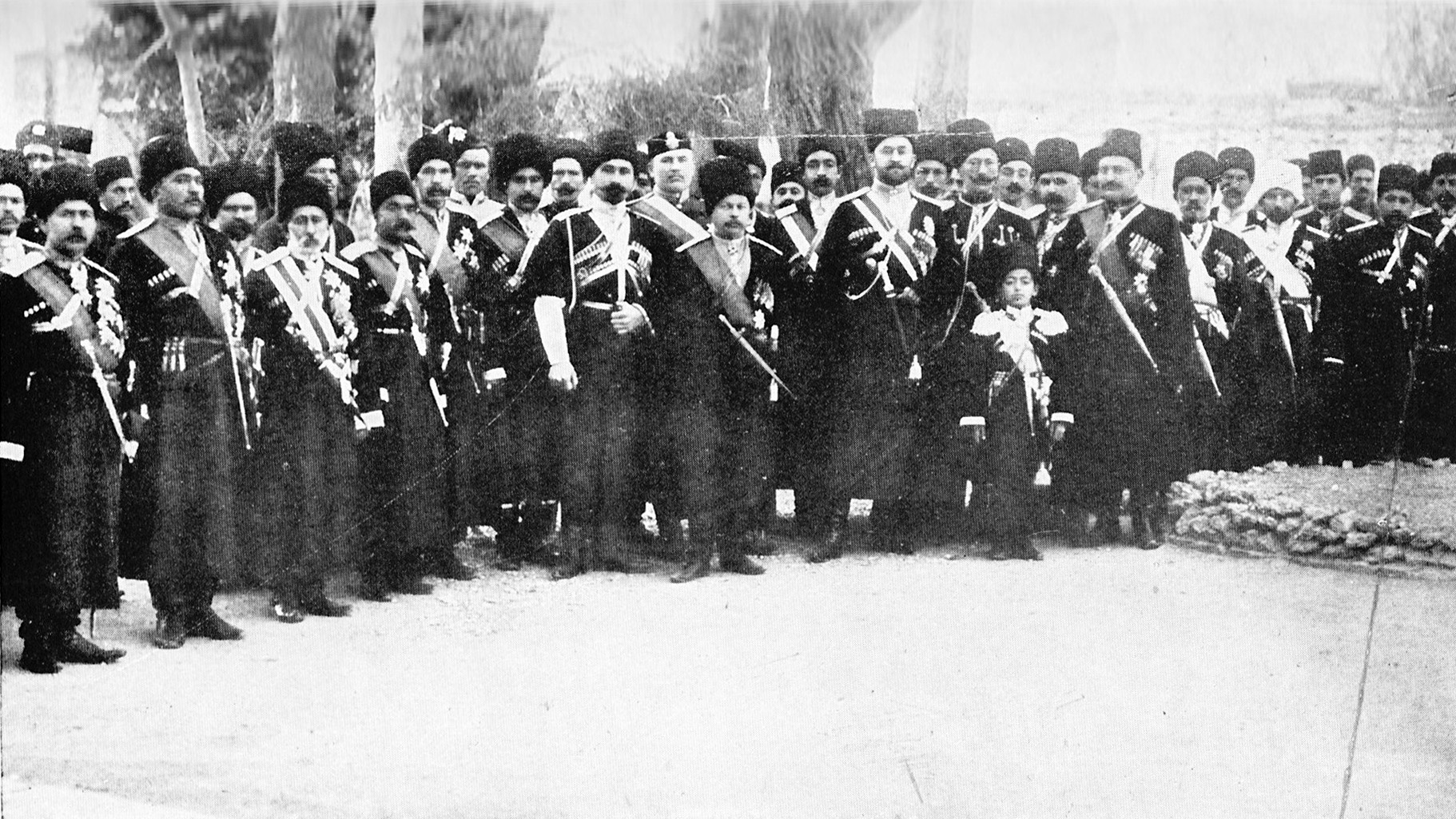
لواء القوزاق الفارسي في تبريز سنة 1909

بعد خسارة إيران أراضي شاسعة في القوقاز، جرت تحولات ديموغرافية كبيرة بعد حرب 1804-1814. ولكن بعد حرب 1826-1828 التي تنازلت فيها إيران عن آخر أراضيها، انطلقت هجرات كبيرة سميت بهجرة القوقاز للهجرة إلى الأراضي الإيرانية. واحتوت تلك الجماعات الآيروم والقراباباق والشركس وشيعة اللزجين وغيرهم من مسلمي جنوب القوقاز.
فبعد معركة غنجة 1804 خلال الحرب الأولى استقر عدة آلاف من الآيروم وقاراباباق في تبريز. ثم انتقلت أعداد كبيرة منهم خلال الفترة مابين حرب 1804-1813 وحرب 1826-1828 من الأراضي الروسية التي اُحتلت حديثًا، ليستقروا إلى سولدوز (حاليا في محافظة أذربيجان الغربية بإيران). كما ذكر تاريخ كامبريدج لإيران؛ «أن الزحف المستمر للقوات الروسية على طول الحدود في القوقاز، والحملات العقابية الوحشية للجنرال يرمولوف وسوء الإدارة دفع أعدادًا كبيرة من المسلمين وحتى بعض المسيحيين الجورجيين إلى المنفى في إيران.»
ومنذ 1864 حتى أوائل القرن العشرين جرى طرد جماعي آخر لمسلمي القوقاز نتيجة انتصار روسيا في حرب القوقاز. ورفض آخرون العيش تحت الحكم الروسي المسيحي، وبالتالي غادروا إلى تركيا أو إيران. ومرة أخرى احتوت الهجرات نحو إيران على أعداد غفيرة من القوقاز الأذريين وغيرهم من مسلمي القوقاز، بالإضافة إلى العديد من مسلمي شمال القوقاز مثل الشركس وشيعة اللزجين واللاك. وقد أثبت العديد من هؤلاء المهاجرين أنهم لعبوا دورًا محوريًا في التاريخ الإيراني، حيث شكلوا معظم صفوف لواء القوزاق الفارسي، الذي تأسس أواخر القرن التاسع عشر. وتألفت الرتب الأولية للواء بالكامل من الشركس ومن مهاجري القوقاز. ولعب هذا اللواء دورا حاسمًا في الفترة التالية من تاريخ قاجار.
وفوق ذلك احتوت معاهدة تركمانجاي لسنة 1828 على حق الإمبراطورية الروسية الرسمي بتشجيع توطين الأرمن من إيران إلى الأراضي المحتلة حديثًا. فقد كان الأرمن حتى منتصف القرن الرابع عشر يشكلون أغلبية في أرمينيا الشرقية. وبعد حملات تيمورلنك نهاية القرن الرابع عشر ازدهرت النهضة التيمورية، فأصبح الإسلام هو الدين السائد وأضحى الأرمن أقلية في شرق أرمينيا. ولكن بعد قرون من الحرب المستمرة على الهضبة الأرمنية، اختار العديد من الأرمن الهجرة والاستقرار في مكان آخر. وبعد نقل الشاه عباس الأول للأرمن والمسلمين في 1604-1605، تضاءلت أعدادهم أكثر.
عندما بدأ الروس غزوهم للقوقاز، كان حوالي 80٪ من سكان أرمينيا الإيرانية [الإنجليزية] مسلمين (فرس وترك وأكراد) والأرمن المسيحيون أقلية بنسبة 20٪. وبسبب معاهدة كلستان (1813) وتركمانجاي (1828) أُجبرت إيران على التنازل عن أرمينيا الإيرانية (التي شكلت منها أرمينيا الحالية) إلى الروس الذين غيروا تركيبتها السكانية، حتى شكل العرق الأرمني بعد أكثر من أربعة قرون أغلبية السكان في أحد أجزاء أرمينيا التاريخية. شجعت الإدارة الروسية الجديدة توطين الأرمن من إيران وتركيا العثمانية. فأصبح عدد السكان الأرمن مساويا لعدد المسلمين سنة 1832. وبعد حرب القرم والحرب الروسية العثمانية (1877–1878) التي جلبت تدفقًا جديدًا للأرمن الأتراك، أسس الأرمن أغلبية صلبة في أرمينيا الشرقية. ومع ذلك احتفظت مدينة يريفان بأغلبية مسلمة حتى القرن العشرين. وفقًا للرحالة إتش إف بي لينش كانت المدينة تحوي حوالي 50٪ من الأرمن و 50٪ من المسلمين (أذريين وفرس) بداية تسعينيات القرن التاسع عشر.
شهد عهد فتح علي شاه زيادة الاتصالات الدبلوماسية مع الغرب وبداية التنافس الدبلوماسي الأوروبي المكثف حول إيران. وقع حفيده محمد شاه الذي خلفه سنة 1834 تحت النفوذ الروسي وقام بمحاولتين فاشلتين للاستيلاء على هرات. عندما توفي سنة 1848 انتقلت الخلافة إلى ابنه ناصر الدين الذي أثبت أنه الأقوى والأكثر نجاحًا بين ملوك القاجار. أسس أول مستشفى حديث في إيران. وحدثت في عهده المجاعة الفارسية الكبرى (1870–1872) التي تسببت بموت مليوني شخص من الجوع والأمراض.

### الثورة الدستورية ونهاية القاجار
ظهرت حقبة جديدة في تاريخ بلاد فارس مع الثورة الدستورية الفارسية ضد الشاه أواخر القرن التاسع عشر وأوائل القرن العشرين. فتمكن الشاه من البقاء في السلطة مع منح دستور محدود في 1906 (جعل البلاد ملكية دستورية). انعقدت أول جلسات المجلس (برلمان) في 7 أكتوبر 1906.
أدى اكتشاف الإنجليز للنفط في الأهواز سنة 1908 إلى ظهور اهتمام الإمبراطورية البريطانية القوي ببلاد فارس (انظر وليام نوكس دارسي وشركة النفط الأنجلو-إيرانية حاليا شركة بي بي). ظلت السيطرة على بلاد فارس محل نزاع بين المملكة المتحدة وروسيا، واشتهرت باسم اللعبة الكبرى، وتم تدوينها في الحلف الأنجلو الروسي لسنة 1907، والتي قسمت بلاد فارس إلى مناطق نفوذ بغض النظر عن سيادتها الوطنية. وخلال الحرب العالمية الأولى احتلت القوات البريطانية والعثمانية والروسية البلاد مع أنها كانت محايدة، (انظر الحملة الفارسية). وفي 1919 بعد الثورة الروسية وانسحابها، حاولت بريطانيا إنشاء محمية في بلاد فارس، ولكنها فشلت في ذلك.
أخيرًا أدت الحركة الدستورية لجيلان وفراغ السلطة المركزي الناجم عن عدم استقرار حكومة قاجار إلى صعود رضا خان ، الذي أصبح فيما بعد رضا شاه بهلوي وما تلاه من إنشاء الأسرة البهلوية في 1925. فقد أدى الانقلاب العسكري في 1921 إلى جعل رضا خان الضابط في لواء القوزاق الفارسي شخصية مهيمنة على مدار العشرين عامًا القادمة. كان سيد ضياء الدين طباطبائي [الإنجليزية] أيضًا قائدًا وشخصية محورية في نجاح الانقلاب. لم يكن الانقلاب موجهاً في الواقع إلى الملكية القاجارية. وفقًا للموسوعة الإيرانية، فقد استهدفت المسؤولين الذين كانوا في السلطة ولهم بالفعل دور في السيطرة على الحكومة؛ مثل مجلس الوزراء ومجالس أخرى ممن لها دور في حكم بلاد فارس. وفي 1925 بعد أن كان رئيسًا للوزراء لمدة عامين أصبح رضا خان أول شاه من آل بهلوي.

## شاهنشاهية بهلوي (1925–1979)

### رضا شاه (1925–1941)
حكم رضا شاه لمدة 16 عامًا تقريبًا حتى 16 سبتمبر 1941، عندما أجبر على التنازل عن العرش بسبب الغزو الأنجلو-سوفيتي لإيران. أسس حكومة سلطوية تقدر القومية والعسكرة والعلمانية ومعاداة الشيوعية إلى جانب الرقابة الصارمة والدعاية الحكومية. أدخل رضا شاه العديد من الإصلاحات الاجتماعية والاقتصادية، وأعاد تنظيم الجيش والإدارة الحكومية والمالية.
جلبت عهده إلى أنصاره «القانون والنظام والانضباط والسلطة المركزية ووسائل الراحة الحديثة - المدارس والقطارات والحافلات وأجهزة الراديو ودور السينما والهواتف». إلا أن محاولاته للتحديث تعرضت لانتقادات لكونها سريعة جدًا وسطحية، وأن عهده هي حقبة من القهر والفساد والضرائب والافتقار إلى المصداقية مع الأمن النموذجي للدول البوليسية.
خلقت العديد من القوانين واللوائح الجديدة الاستياء بين المسلمين المتدينين ورجال الدين. على سبيل المثال كان يُطلب من المساجد استخدام الكراسي؛ كان يُطلب من معظم الرجال ارتداء الملابس الغربية، بما في ذلك قبعة ذات أسنان؛ وتشجيع النساء على التخلي عن الحجاب؛ سُمح للرجال والنساء بالاختلاط بحرية منتهكين بذلك الاختلاط الإسلامي بين الجنسين. تفاقمت التوترات في 1935، عندما ثار البازاريون والقرويون في تمرد في ضريح الإمام الرضا في مشهد مرددين شعارات مثل «الشاه يزيد جديد». قُتل العشرات وأصيب المئات حتى أخمدت القوات الاضطرابات في النهاية.

### الحرب العالمية الثانية
كان للمصالح الألمانية نفوذ كبير داخل إيران في 1941. مع نجاح الجيوش الألمانية الكبيرة أمام روسيا، توقعت الحكومة الإيرانية انتصار ألمانيا في الحرب وإنشاء قوة قوية على حدودها. ورفضت المطالب البريطانية والروسية بطرد الألمان. رداً على ذلك غزا الحلفاء إيران في أغسطس 1941، وسرعان ما تغلبوا على الجيش الإيراني الضعيف في عملية الدعم (بالإنجليزية: Operation Countenance). أصبحت إيران القناة الرئيسية لمساعدات الحلفاء للإعارة إلى الاتحاد السوفيتي. كان الغرض هو تأمين حقول النفط الإيرانية وضمان خطوط إمداد الحلفاء (انظر الممر الفارسي). وبقيت إيران محايدة رسميًا، وتم خلع ملكها رضا شاه خلال الاحتلال اللاحق واستبداله بابنه الصغير محمد رضا بهلوي.
أصدر الحلفاء في مؤتمر طهران سنة 1943 ماسمي إعلان طهران الذي يضمن استقلال إيران وحدودها بعد الحرب. ومع ذلك عندما انتهت الحرب فعليًا، لم ترفض القوات السوفيتية المتمركزة في شمال غرب إيران الانسحاب فحسب، بل دعمت الثورات التي أقامت دولًا وطنية انفصالية قصيرة العمر موالية لهم في المناطق الشمالية من أذربيجان وكردستان الإيرانية، وهما جمهورية أذربيجان الشعبية وجمهورية كردستان أواخر 1945. لم تنسحب القوات السوفيتية من إيران حتى مايو 1946 بعد تلقي وعد بامتيازات النفط. وسرعان ماأطيح بجمهوريات الشمال وألغيت امتيازات النفط.

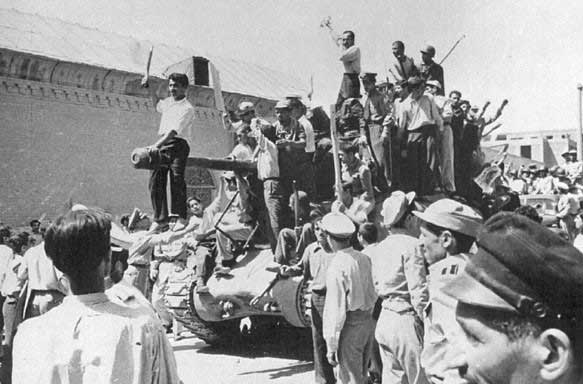
أهالي طهران يحتفلون بانقلاب 1953 في إيران

### محمد رضا بهلوي (1941–1979)
في البداية كانت هناك آمال في أن تصبح إيران بعد الاحتلال ملكية دستورية. تولى الشاهنشاهية الشاب الجديد محمد رضا بهلوي، وكان دوره في البداية غير مباشر مع الحكومة، وسمح للبرلمان بالحصول على قدر كبير من السلطة. أجريت الانتخابات في السنوات الهشة الأولى، رغم أنها ظلت غارقة في الفساد. أصبح البرلمان غير مستقر بشكل مزمن، وشهدت إيران في الفترة من 1947 إلى 1951 صعود وسقوط ستة رؤساء وزراء مختلفين. زاد بهلوي من سلطته السياسية من خلال عقد الجمعية التأسيسية الإيرانية 1949، والتي شكلت أخيرًا مجلس الشيوخ الإيراني - وهو مجلس أعلى تشريعي سمح به دستور 1906 ولكنه لم ينشأ أبدًا. كان أعضاء مجلس الشيوخ الجدد يدعمون إلى حد كبير بهلوي كما كان ينوي.
في سنة 1951 حصل رئيس الوزراء محمد مصدق على التصويت المطلوب من البرلمان لتأميم صناعة النفط المملوكة لبريطانيا، في الوضع المعروف باسم أزمة عبادان. على الرغم من الضغط البريطاني والحصار الاقتصادي، فقد استمر التأميم. تمت الإطاحة بمصدق من السلطة لفترة وجيزة في 1952 ولكن سرعان ما أعاد الشاه تعيينه بسبب انتفاضة شعبية لدعم رئيس الوزراء وأجبر بدوره الشاه على المنفى لفترة وجيزة في أغسطس 1953 بعد انقلاب عسكري فاشل قام به عقيد في الحرس الامبراطوري نعمت الله نصيري.

#### تدخل الولايات المتحدة لإزاحة مصدق
بعد تلك الأحداث، نجح انقلاب ضد مصدق في 19 أغسطس بقيادة الجنرال المتقاعد فضل الله زاهدي، وأدارته مخابرات الولايات المتحدة (CIA) بدعم نشط من البريطانيين (جهاز الاستخبارات البريطاني) (عرفت باسم عملية أجاكس (بالإنجليزية: Operation Ajax) أو عملية التمهيد (بالإنجليزية: Operation Boot) حسب التسلسل). أدى الانقلاب - ابتدأ بحملة دعاية سوداء هدفت إلى قلب السكان ضد مصدق - إلى إجبار مصدق على التنحي. اعتقل مصدق وحوكم بتهمة الخيانة. بعد إدانته تم تخفيض عقوبته إلى الإقامة الجبرية في منزل عائلته، بينما أعدم وزير خارجيته حسين فاطمي [الإنجليزية]. ثم خلفه زاهدي في رئاسة الوزراء، وقمع معارضة الشاه وتحديداً الجبهة الوطنية وحزب توده الشيوعي.
حكم الشاه إيران حكما أوتوقراطيا بدعم أمريكي من ذلك الوقت حتى الثورة. فأبرمت الحكومة الإيرانية اتفاقًا مع كونسورتيوم دولي من الشركات الأجنبية أدار منشآت النفط الإيرانية لـ 25 عامًا تالية، وقسمت الأرباح مناصفة مع إيران، لكنها لم تسمح لإيران بتدقيق حساباتها أو أن يكون لها أعضاء في مجالس إدارتها. وفي سنة 1957 تم إنهاء الأحكام العرفية بعد 16 عامًا وأصبحت إيران أقرب إلى الغرب، وانضمت إلى حلف بغداد وتلقت مساعدات عسكرية واقتصادية من الولايات المتحدة. وفي 1961 بدأت إيران سلسلة من الإصلاحات الاقتصادية والاجتماعية والزراعية والإدارية لتحديث الدولة التي أصبحت تعرف باسم ثورة الشاه البيضاء.
كان جوهر هذا البرنامج هو الإصلاح الزراعي. استمر التحديث والنمو الاقتصادي بمعدلات غير مسبوقة، مدعومًا باحتياطيات إيران النفطية الهائلة، وهي ثالث أكبر احتياطيات في العالم. ومع ذلك فإن إصلاحات الثورة البيضاء لم تحسن كثيرا الظروف الاقتصادية، وكذلك كانت السياسات الليبرالية الموالية للغرب عزلت بعض الجماعات الدينية والسياسية الإسلامية. ففي أوائل يونيو 1963 جرى ولعدة أيام أعمال شغب حاشدة لدعم آية الله روح الله الخميني بعد اعتقاله بسبب خطاب هاجم فيه الشاه.
وبعدها بعامين اغتيل رئيس الوزراء حسن علي منصور فأصبح جهاز الأمن الداخلي سافاك أكثر عنفًا. وفي سبعينيات القرن الماضي ظهرت مجموعات من العصابات اليسارية مثل مجاهدي خلق هاجمت النظام والأهداف الأجنبية. وقد قُتل ما يقرب من مئة سجين سياسي إيراني على يد السافاك خلال العقد السابق للثورة، واعتُقل الكثيرون وعُذبوا. فازداد صخب وقوة الملالي ورجال الدين بزعامة الخميني (نفي سنة 1964).
ومع بداية السبعينيات زادت إيران بقوة من ميزانيتها الدفاعية حتى أضحت القوة الأقوى في المنطقة. ولم تكن علاقاتها مع جارتها العراق جيدة، خصوصا مع اختلافهما على امتيازات ممر شط العرب المائي. وفي نوفمبر 1971 استولت القوات الإيرانية على ثلاث جزر عند مصب الخليج العربي. ورداً على ذلك طرد العراق آلاف المواطنين الإيرانيين.
في منتصف عام 1973 أعاد الشاه صناعة النفط إلى السيطرة الوطنية. في أعقاب حرب أكتوبر 1973، لم تنضم إيران إلى الحظر النفطي العربي على الغرب وإسرائيل. بدلاً من ذلك استفادت من الوضع في ارتفاع أسعار النفط ، واستخدمت الأموال الفائضة للتحديث ولزيادة الإنفاق الدفاعي.
تم حل الخلاف الحدودي بين العراق وإيران بتوقيع اتفاقية الجزائر في 6 مارس 1975.

## الثورة الإيرانية والجمهورية الإسلامية (1979–إلى الآن)

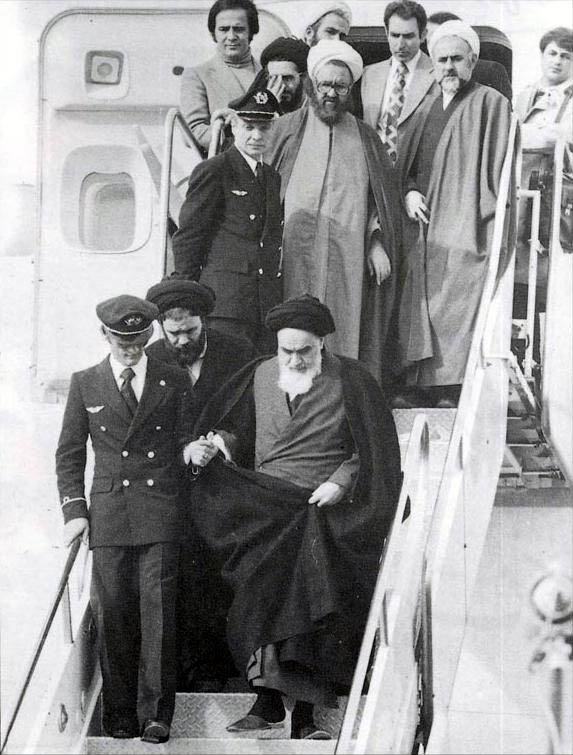
في يوم 1 فبراير 1979 عاد الخميني من فرنسا إلى إيران بعد 14 سنة في المنفى.

كانت الثورة الإيرانية والمعروفة أيضًا بالثورة الإسلامية، هي الثورة التي حولت إيران من ملكية مطلقة في عهد الشاه محمد رضا بهلوي إلى جمهورية إسلامية بقيادة آية الله الخميني، قائد الثورة ومؤسس الجمهورية الإسلامية. يمكن القول أن مدتها الزمنية بدأت في يناير 1978 مع المظاهرات الكبرى الأولى، واختتمت بالموافقة على الدستور الجديد - الذي بموجبه أصبح آية الله الخميني المرشد الأعلى للبلاد - في ديسمبر 1979.
وخلالها غادر الشاه محمد رضا البلاد إلى المنفى في يناير 1979 بعد الإضرابات والمظاهرات التي أصابت البلاد بالشلل، وفي 1 فبراير 1979 عاد الخميني إلى طهران. فانهار الحكم بهلوي في 11 فبراير عندما أعلن الجيش الإيراني حياده بعد أن تغلبت قوات حرب العصابات والمتمردين على القوات الموالية للشاه في قتال مسلح في الشوارع. فأصبحت إيران رسميًا جمهورية إسلامية في 1 أبريل 1979 عندما وافق الإيرانيون بأغلبية ساحقة على استفتاء وطني لجعلها كذلك.

### إيديولوجية الثورة الإيرانية 1979
كانت أيديولوجية الحكومة الثورية شعبوية وقومية والأهم من ذلك كله إسلامية شيعية. واستند دستورها الفريد على مفهوم ولاية الفقيه الفكرة التي قدمها الخميني بأن جميع المسلمين - في الواقع - يستوجب عليهم الوصاية، في شكل حكم أو إشراف من الفقيه أو الفقهاء الإسلاميين البارزين. شغل الخميني منصب هذا الفقيه الحاكم أو المرشد الأعلى حتى وفاته في 1989.
تم استبدال الاقتصاد الرأسمالي الذي تم تحديثه بسرعة في إيران بسياسات اقتصادية وثقافية شعبوية وإسلامية. تم تأميم الكثير من الصناعات وأسلمة القوانين والمدارس، وحظر التأثيرات الغربية. كما خلقت الثورة الإسلامية تأثيرًا كبيرًا في جميع أنحاء العالم. لقد غيرت صورة الإسلام في العالم غير الإسلامي، وولّدت اهتمامًا كبيرًا بسياسة وروحانية الإسلام، إلى جانب مع الخوف وعدم الثقة تجاه الإسلام وخاصة الجمهورية الإسلامية ومؤسسها.

### استلام الخميني السلطة (1979-1989)
في صيف 1979 تم وضع دستور جديد منح الخميني منصب قائد الثورة أو المرشد الأعلى لإيران من 1979 حتى وفاته في 3 يونيو 1989. ومجلس صيانة الدستور لسلطة التشريع والانتخابات يراجعها مجلس الخبراء الأول. تمت الموافقة على الدستور الجديد عن طريق استفتاء في ديسمبر 1979.
وقد هيمن على تلك الحقبة اندماج الثورة في جمهورية ثيوقراطية تحت حكمه، والحرب الدموية مع العراق. استمر الدمج حتى 1982–1983، حيث واجهت إيران الضرر الذي لحق باقتصادها وجيشها وجهازها الحكومي، واحتجاجات وانتفاضات العلمانيين واليساريين والمسلمين الأكثر تشددا -حلفاء الثوار بالسابقً ولكنهم الآن معارضيهم- بالقمع الشديد. وأعدم النظام الجديد العديد من معارضيه السياسيين. في أعقاب أحداث الثورة ثار رجال العصابات الماركسيون والأحزاب الفيدرالية في بعض المناطق التي تضم الأهواز وكردستان وقنبد قابوس، مما أدى إلى اندلاع قتال عنيف بين المتمردين وحرس الثورة. بدأت هذه الثورات في أبريل 1979 واستمرت ما بين عدة أشهر إلى أكثر من عام حسب المنطقة. كانت الانتفاضة الكردية بقيادة الحزب الديمقراطي الكردستاني هي الأكثر عنفًا، واستمرت حتى 1983 وأسفرت عن سقوط 10,000 ضحية.

#### أزمة الرهائن في إيران (1979-1981)
جرى حدث هام في بداية تاريخ الجمهورية الإسلامية وكان له تأثير طويل المدى، هو أزمة رهائن إيران. فبعد قبول الولايات المتحدة للشاه بتلقي العلاج من السرطان في 4 نوفمبر 1979، قام الطلاب الإيرانيون باحتجاز 52 موظف في السفارة الأمريكية لمدة 444 يومًا حتى يناير 1981، ووصفوا السفارة بأنها «وكر الجواسيس». وفشلت محاولة عسكرية أمريكية لإنقاذ الرهائن.
حظي الاستيلاء بشعبية كبيرة في إيران، حيث تجمع الآلاف لدعم محتجزي الرهائن، ويعتقد أنه عزز مكانة آية الله الخميني وعزز قبضة معاداة أمريكا. في ذلك الوقت بدأ الخميني يشير إلى أمريكا بـ «الشيطان الأكبر». وفي أمريكا التي اعتُبرت انتهاكًا لمبدأ طويل الأمد في القانون الدولي يقضي بإمكانية طرد الدبلوماسيين دون احتجاز أسرهم، فقد أحدث ذلك رد فعل قويًا مناهضًا لإيران. ظلت العلاقات بين البلدين عدائية بشدة وأضرت العقوبات الدولية الأمريكية بالاقتصاد الإيراني.

#### الحرب الإيرانية العراقية (1980–1988)

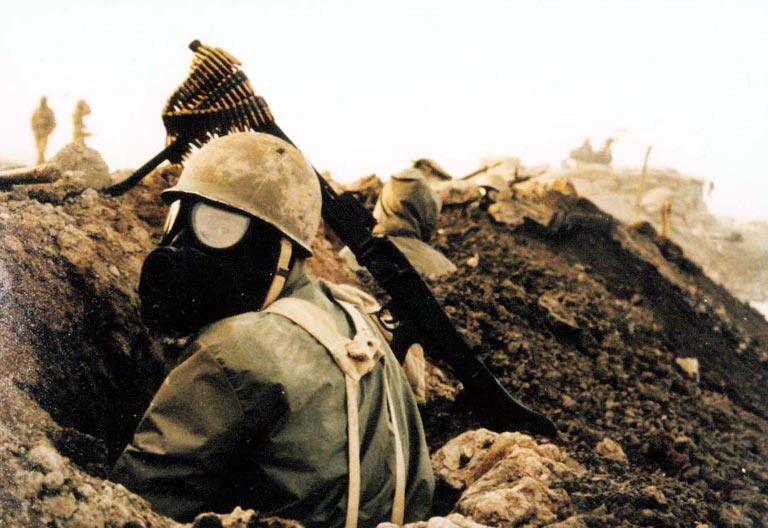
جندي إيراني يرتدي قناع غاز أثناء الحرب الإيرانية العراقية

خلال هذه الأزمة السياسية والاجتماعية، حاول الرئيس العراقي صدام حسين استغلال فوضى الثورة وضعف الجيش الإيراني وخصومة الثورة مع الحكومات الغربية. وحل الجيش الإيراني الذي كان قوياً في يوم من الأيام خلال الثورة، ومع الإطاحة بالشاه كان لدى صدام حسين طموحات لوضع نفسه على أنه الرجل القوي الجديد في الشرق الأوسط، وسعى لتوسيع أراضي بلاده على الخليج العربي من خلال الاستحواذ على أراضٍ طالب بها من إيران سابقا خلال حكم الشاه.
كانت خوزستان ذات أهمية رئيسية للعراق التي لا تتباهى فقط بالعدد الكبير من سكانها العرب، بل وأيضا بحقول النفط الغنية. وبالنيابة عن دولة الإمارات العربية المتحدة من جانب واحد، أصبحت جزر أبو موسى وطنب الكبرى وطنب الصغرى أهدافًا له. مع وضع هذه الطموحات في الاعتبار خطط صدام لشن هجوم واسع النطاق على إيران، متفاخرًا بأن قواته يمكن أن تصل إلى العاصمة في غضون ثلاثة أيام. وفي 22 سبتمبر 1980 غزا الجيش العراقي إيران في الأهواز، مما عجل بالحرب الإيرانية العراقية. فاجأ الهجوم إيران الثورية تمامًا.
على الرغم من أن قوات صدام حسين حققت العديد من التقدم المبكر، إلا أن القوات الإيرانية دفعت الجيش العراقي إلى العودة إلى العراق بحلول 1982. سعى الخميني إلى تصدير ثورته الإسلامية غربًا إلى العراق، وخاصة على العراقيين الشيعة. فاستمرت الحرب لست سنوات أخرى حتى 1988، عندما أقر الخميني بأنه تجرع كأس السم على حد قوله، وقبل هدنة بوساطة الأمم المتحدة.
قتل عشرات الآلاف من المدنيين والعسكريين الإيرانيين عندما استخدم العراق أسلحة كيماوية في حربه. كان العراق مدعوماً مالياً من مصر والدول الخليج العربي والاتحاد السوفيتي ودول حلف وارسو والولايات المتحدة (ابتداءً من 1983) وفرنسا والمملكة المتحدة وألمانيا والبرازيل وجمهورية الصين الشعبية (التي باعت أيضًا أسلحة لإيران). وقتل أكثر من 182,000 ضحية كردي بسبب الأسلحة الكيميائية العراقية خلال حرب الثماني سنوات. قُدِّر إجمالي عدد الضحايا الإيرانيين في الحرب بما يتراوح بين 500,000 و 1,000,000. أكدت جميع الوكالات الدولية ذات الصلة تقريبًا أن صدام شارك في حرب كيميائية لصد هجمات الموجات البشرية الإيرانية؛
بدءًا من 19 يوليو 1988 ولمدة خمسة أشهر، أعدمت الحكومة بشكل منهجي آلاف السجناء السياسيين في جميع أنحاء إيران. وأشير إلى هذا عادة بإعدام السجناء السياسيين في إيران 1988 أو مذبحة 1988 الإيرانية. كان الهدف الرئيسي هم أعضاء منظمة مجاهدي خلق الإيرانية (PMOI)، وعلى الرغم من إدراج عدد أقل من السجناء السياسيين من الجماعات اليسارية الأخرى مثل حزب توده (الحزب الشيوعي). تتراوح تقديرات العدد المنفذ من 1400 إلى 30,000.]

### الدولة تحت حكم خامنئي (1989-حتى الآن)

#### أول ثماني سنوات (1989-1997)
قبل وفاته سنة 1989 عيّن الخميني مجلس الإصلاح الدستوري المؤلف من 25 رجلاً والذي عين الرئيس آنذاك علي خامنئي باعتباره المرشد الأعلى التالي، وأجرى عددًا من التغييرات على دستور إيران. جاء انتقال سلس بعد وفاة الخميني في 3 يونيو 1989. وبما أن خامنئي افتقر إلى كاريزما ومكانة الخميني الدينية، إلا أنه طور شبكة من المؤيدين داخل القوات المسلحة الإيرانية ومؤسساتها الدينية القوية اقتصاديًا. في عهده قيل إن النظام الإيراني - من قبل مراقب واحد على الأقل - يشبه «الأوليغارشية الدينية ... أكثر منه أوتوقراطية».
خلف خامنئي في الرئاسة المحافظ البراغماتي علي أكبر هاشمي رفسنجاني، الذي قضى فترتين لمدة أربع سنوات وركز جهوده على إعادة بناء الاقتصاد الإيراني والبنية التحتية التي دمرتها الحرب على الرغم من أن أسعار النفط المنخفضة أعاقت هذا المسعى. وسعى إلى استعادة الثقة في الحكومة بين عامة السكان من خلال خصخصة الشركات التي تم تأميمها في السنوات القليلة الأولى للجمهورية الإسلامية، وكذلك من خلال استقدام تكنوقراط مؤهلين لإدارة الاقتصاد. كما أثرت الحالة الاقتصادية على الحكومة للتحرك نحو إنهاء عزلتها الدبلوماسية. وقد تحقق ذلك من خلال إعادة العلاقات الطبيعية مع الجيران مثل المملكة العربية السعودية ومحاولة تحسين سمعتها في المنطقة بتأكيدات أن ثورتها لم تكن قابلة للتصدير إلى دول أخرى. خلال حرب تحرير الكويت سنة 1991 ظلت أيران محايدة، وقصرت عملها على إدانة الولايات المتحدة والسماح للطائرات العراقية الهاربة واللاجئين بدخول البلاد.
كان لإيران في التسعينيات سلوك علماني وإعجاب بالثقافة الشعبية الغربية أكبر مما كان عليه في العقود السابقة، فقد أصبحت طريقة يعبر بها سكان المدن عن استيائهم من السياسات الإسلامية الغازية للحكومة. أدت ضغوط السكان على المرشد الأعلى الجديد آية الله علي خامنئي إلى تحالف غير مستقر بينه وبين الرئيس أكبر هاشمي رفسنجاني. من خلال هذا التحالف حاولوا إعاقة قدرة سيطرة علماء الدين على الدولة. في 1989 أنشأوا سلسلة من التعديلات الدستورية التي أزالت منصب رئيس الوزراء ووسعت نطاق السلطة الرئاسية. ومع ذلك فإن هذه التعديلات الجديدة لم تحد من صلاحيات المرشد الأعلى لإيران بأي شكل من الأشكال. فلا يزال منصبه له السلطة النهائية على القوات المسلحة، وصنع الحرب والسلام والكلمة الأخيرة في السياسة الخارجية، والحق في التدخل في العملية التشريعية كلما رأى ذلك ضروريًا.

#### الإصلاحات وتبعاتها (1997–2005)

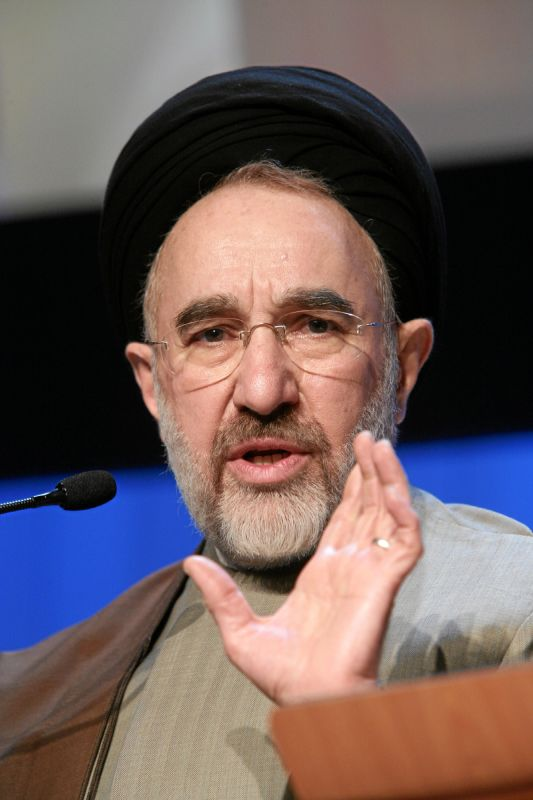
الرئيس الإصلاحي محمد خاتمي حكم إيران من 1997 إلى 2005

قوبلت سياسات الرئيس رفسنجاني الاقتصادية التي أدت إلى علاقات أكبر مع العالم الخارجي وتراخي حكومته في إنفاذ بعض اللوائح على السلوك الاجتماعي باستياء واسع بين عامة السكان من العلماء الذين يتحكمون بالبلد. أدى ذلك إلى هزيمة مرشح الحكومة للرئاسة سنة 1997 الذي حظى بدعم المرشد الأعلى. وتعرض للهزيمة على يد المرشح الإصلاحي المستقل محمد خاتميالذي نال على 69٪ من الأصوات وحظي بتأييد خاص من مجموعتين من السكان شعرت بالنبذ من ممارسات الدولة: النساء والشباب. لم تختبر الأجيال الشابة في البلاد نظام الشاه أو الثورة التي أنهته، والآن هم مستاؤون من القيود المفروضة على حياتهم اليومية في ظل الجمهورية الإسلامية. سرعان مااتسمت رئاسة محمد خاتمي بالتوترات بين الحكومة ذات التوجه الإصلاحي ورجال الدين المحافظين والصاخبين بشكل متزايد. وصل هذا الخلاف إلى ذروته في يوليو 1999 عندما اندلعت احتجاجات ضخمة مناهضة للحكومة في شوارع طهران. استمرت الاضطرابات أكثر من أسبوع قبل أن تقوم الشرطة والحراس الموالون للحكومة بتفريق الحشود.
وأعيد انتخاب خاتمي في يونيو 2001 لكن المحافظين عرقلوا جهوده مرارا وتكرارا في البرلمان. تحركت العناصر المحافظة داخل الحكومة الإيرانية لتقويض الحركة الإصلاحية، وحظر الصحف الليبرالية واستبعاد المرشحين للانتخابات البرلمانية. أدت هذه الحملة على المعارضة، إلى جانب فشل خاتمي في إصلاح الحكومة إلى تزايد اللامبالاة السياسية بين الشباب الإيراني.
في يونيو 2003 اندلعت احتجاجات طلابية مناهضة [الإنجليزية] للحكومة شارك فيها عدة آلاف من الطلبة في طهران. كما حدثت عدة احتجاجات لحقوق الإنسان سنة 2006.

#### انتخابات 2005 الرئاسية وتداعياتها (2005-2009)
نجح محمود أحمدي نجاد عمدة طهران في انتخابات الرئاسة الإيرانية 2005 بـ 62% من الأصوات في جولة الإعادة ضد الرئيس السابق هاشمي رفسنجاني، ليصبح سادس رئيس لإيران. وأثناء مراسم التفويض قام بتقبيل يد خامنئي لإظهار ولائه له.
خلال تلك الفترة ساهم الغزو الأمريكي للعراق والإطاحة بنظام صدام حسين وتمكين الأغلبية الشيعية فيه، إلى تعزيز مكانة إيران في المنطقة لاسيما في جنوب العراق ذي الأغلبية الشيعية، صرح وزير الدفاع الأمريكي السابق وليام كوهين أنه بدءًا من 2009 طغت قوة إيران المتنامية على مسألة معاداة الصهيونية باعتبارها قضية السياسة الخارجية الرئيسية في الشرق الأوسط.
وخلال 2005 و 2006 ظهرت مزاعم بأن الولايات المتحدة وإسرائيل يخططان لمهاجمة إيران، والسبب الرئيس هو برنامج إيران النووي المدني الذي تخشى الولايات المتحدة وبعض الدول الأخرى أنه قد يؤدي إلى برنامج أسلحة نووية. عارضت الصين وروسيا العقوبات الاقتصادية أو القيام بأي عمل عسكري. وأصدر المرشد الأعلى علي خامنئي فتوى تحرم إنتاج وتخزين واستخدام الأسلحة النووية. تم الاستشهاد بالفتوى في بيان رسمي صادر عن الحكومة الإيرانية في اجتماع أغسطس 2005 للوكالة الدولية للطاقة الذرية في فيينا.
وفي 2009 أثارت عملية إعادة انتخاب أحمدي نجاد نزاع ساخن وشابته احتجاجات كبيرة شكلت «التحدي المحلي الأكبر» لقيادة الجمهورية الإسلامية خلال 30 عامًا. وسميت الاضطرابات الاجتماعية الناتجة على نطاق واسع باسم الحركة الخضراء الإيرانية. زعم المعارض الإصلاحي مير حسين موسوي وأنصاره وجود مخالفات في التصويت وبحلول 1 يوليو 2009، تم اعتقال 1000 شخص وقتل 20 في مظاهرات في الشوارع. ألقى المرشد الأعلى علي خامنئي ومسؤولون إسلاميون آخرون اللوم على قوى أجنبية في إثارة الاحتجاجات.

#### انتخابات 2013 الرئاسية والعلاقات مع الولايات المتحدة (2013-إلى الآن)
في 15 يونيو 2013 فاز حسن روحاني بالانتخابات الرئاسية في إيران بنسبة 57.14%. في مؤتمره الصحفي بعد يوم واحد من يوم الانتخابات، كرر روحاني وعده بإعادة تقويم علاقات إيران مع العالم.
في 2 أبريل 2015 بعد ثمانية أيام من المناقشات المضنية في سويسرا، اتفقت إيران وست قوى عالمية (الولايات المتحدة والمملكة المتحدة وفرنسا والصين وروسيا بالإضافة إلى ألمانيا) على الخطوط العريضة للتفاهم للحد من برامج إيران النووية. أشار المفاوضون بأنهما على استعداد للإعلان. ويهدف الاتفاق إلى أن يكون إطارًا مؤقتًا لاتفاق شامل، وقد تم توقيعه في 2015، وهو إنجاز مهم خلال 12 عامًا من المفاوضات مع إيران بشأن برنامجها النووي.
عندما كان دونالد ترامب يخوض حملته الانتخابية ليصبح رئيسًا للولايات المتحدة، قال مرارًا وتكرارًا إنه سيتخلى عن الاتفاق النووي الإيراني. وبعد انتخابه رئيساً أعلنت الولايات المتحدة الانسحاب من الاتفاقية في 8 مايو 2018.
هاجم كتائب حزب الله المدعوم من إيران سفارة الولايات المتحدة في بغداد يوم 31 ديسمبر 2019. في 3 يناير 2020 نفذ جيش الولايات المتحدة ضربة بطائرة مسيرة في مطار بغداد، ما أسفر عن مقتل قاسم سليماني قائد فيلق القدس، أحد أفرع النخبة في الحرس الثوري الإيراني.

## طالع أيضًا
- ملوك فارس وإيران
- سياسة إيران
- تحويل الصفويين لإيران من المذهب السني إلى الشيعي
- أديان إيرانية
- التسلسل الزمني لتاريخ إيران
- إيران في عهد الخلافة

## قراءات إضافية
- Abrahamian، Ervand (2008). A History of Modern Iran. Cambridge University Press. ISBN:978-0-521-82139-1. مؤرشف من الأصل في 2022-04-09.
- Cambridge University Press (1968–1991). Cambridge History of Iran. (8 vols.). Cambridge: Cambridge University Press. ISBN:0-521-45148-5.
- Daniel، Elton L. (2000). The History of Iran. Westport, Connecticut: Greenwood. ISBN:0-313-36100-2. مؤرشف من الأصل في 2022-07-26.
- Foltz، Richard (2015). Iran in World History. New York: Oxford University Press. ISBN:9780199335497.
- Rudi Matthee, Willem Floor. "The Monetary History of Iran: From the Safavids to the Qajars" I.B.Tauris, 25 apr. 2013
- Del Guidice، Marguerite (أغسطس 2008). "Persia – Ancient soul of Iran". ناشونال جيوغرافيك.
- Joseph Roisman, Ian Worthington. "A companion to Ancient Macedonia" pp 342–346, pp 135–138. (الإمبراطورية الأخمينية rule in the البلقان and Eastern Europe). John Wiley & Sons, 7 jul. 2011. (ردمك 144435163X).
- Olmstead، Albert T. E. (1948). The History of the Persian Empire: Achaemenid Period. Chicago: University of Chicago Press. مؤرشف من الأصل في 2022-07-14.
- Van Gorde, A. Christian. Christianity in Persia and the Status of Non-Muslims in Iran (Lexington Books; 2010) 329 pages. Traces the role of Persians in Persia and later Iran since ancient times, with additional discussion of other non-Muslim groups.
- Sabri Ateş. "Ottoman-Iranian Borderlands: Making a Boundary, 1843–1914" Cambridge University Press, 21 okt. 2013. (ردمك 1107245087).
- Askolʹd Igorevich Ivanchik  [لغات أخرى]‏, Vaxtang Ličʻeli. "Achaemenid Culture and Local Traditions in Anatolia, Southern Caucasus and Iran". BRILL, 2007.
- بنجامين ووكر  [لغات أخرى]‏, Persian Pageant: A Cultural History of Iran, Arya Press, Calcutta, 1950.
- Nasr، Hossein (1972). Sufi Essays. Suny press. ISBN:978-0-87395-389-4.
- Rezvani, Babak., "Ethno-territorial conflict and coexistence in the Caucasus, Central Asia and Fereydan" Amsterdam University Press, 15 mrt. 2014.
- Stephanie Cronin., "Iranian-Russian Encounters: Empires and Revolutions Since 1800" Routledge, 2013. (ردمك 0415624339).
- Chopra, R.M., article on "A Brief Review of Pre-Islamic Splendour of Iran", INDO-IRANICA, Vol.56 (1–4), 2003.
- فلاديمير مينورسكي. "The Turks, Iran and the Caucasus in the Middle Ages" Variorum Reprints, 1978.

ْْ

## وصلات خارجية
- التاريخ الفارسي
- إيران مقال من الموسوعة الإيرانية
- إيران مقال من الموسوعة البريطانية أون لاين من Janet Afary
- إيران القديمة مقال من الموسوعة البريطانية أون لاين من Adrian David - Hugh Bivar and Mark J. Dresden
- تاريخ إيران
- قاعة إيران
- WWW-VL فهرس التاريخ: إيران
- تاريخ فارس منذ 1715
- العلاقات الروسية الإيرانية حتى الثورة البلشفية.